# Danh sách hoàng đế nhà Minh

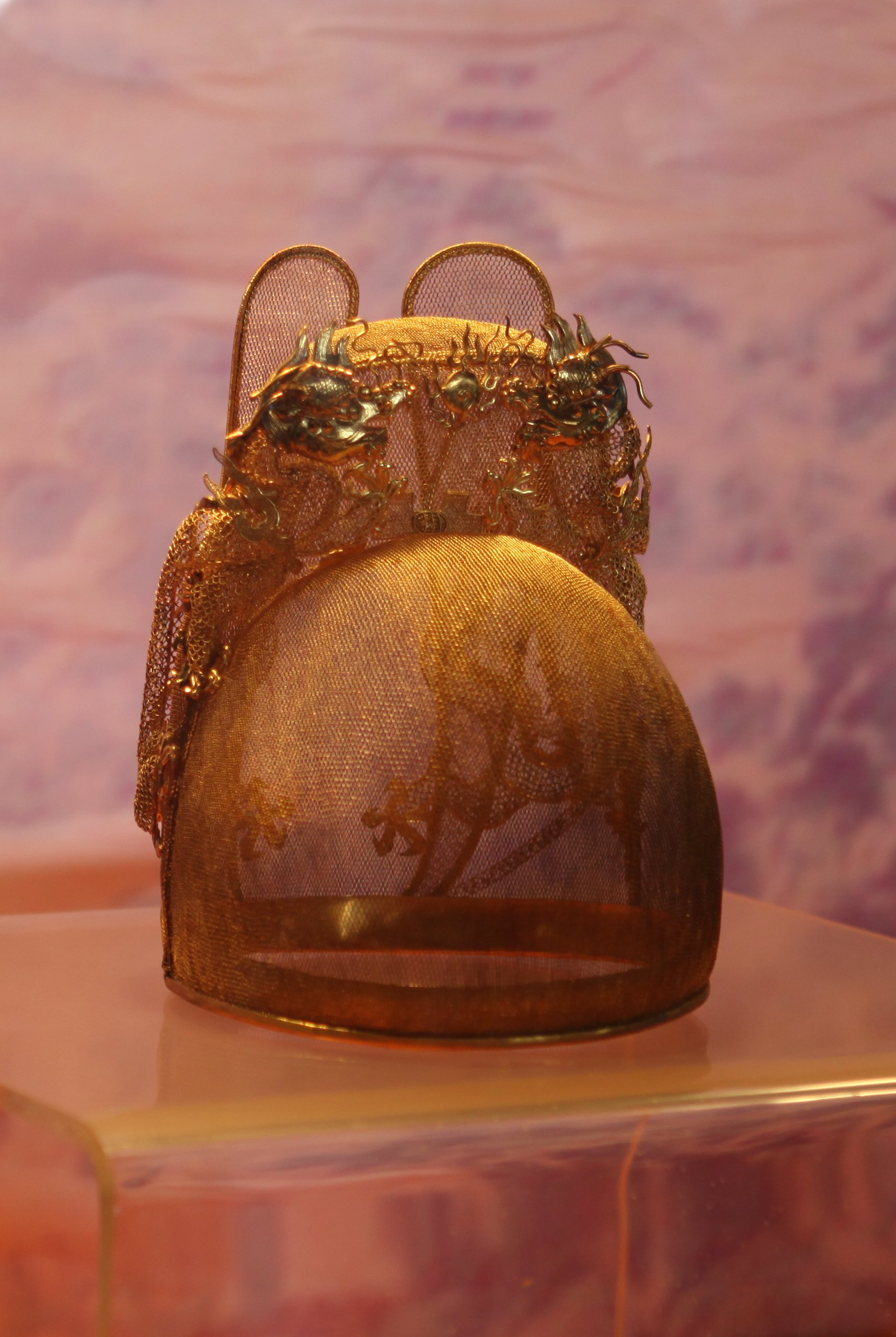
Mũ Dực Thiện Quan đan từ sợi vàng của Vạn Lịch Đế, mô phỏng từ bản gốc khai quật từ Định lăng. Theo truyền thống nhà Minh, Dực Thiện Quan màu vàng chỉ dùng làm đồ bồi táng sau khi hoàng đế qua đời.

Nhà Minh, quốc hiệu chính thức là Đại Minh, là triều đại cai trị Trung Quốc từ năm 1368 đến năm 1644 sau sự sụp đổ của triều đại nhà Nguyên do người Mông Cổ lãnh đạo. Nhà Minh là hoàng triều Trung Quốc cuối cùng của người Hán. Mặc dù kinh đô chính Bắc Kinh đã thất thủ vào năm 1644, trước cuộc nổi dậy do Lý Tự Thành cầm đầu (người thành lập nhà Đại Thuận sớm bị thay thế bởi nhà Thanh của người Mãn Châu), nhiều quốc gia tàn dư được cai trị bởi những thành viên còn lại của hoàng tộc nhà Minh – gọi chung là Nam Minh – vẫn tồn tại đến năm 1662 khi hoàng đế Nam Minh cuối cùng là Vĩnh Lịch Đế Chu Do Lang qua đời.
Ngay cả khi Nam Minh đã diệt vong, trung thần Trịnh Thành Công vẫn tiếp tục chống lại người Mãn Châu. Năm 1661, ông trục xuất người Hà Lan khỏi Đài Loan, xây dựng Vương quốc Đông Ninh, một nhà nước nhân danh nhà Minh, tiếp tục tồn tại thêm hơn hai mươi năm nữa trước khi bị nhà Thanh thôn tính.
Tống cộng có 16 vị hoàng đế Đại Minh trị vì Trung Quốc trong 276 năm. Trong giai đoạn cầm quyền của họ, Trung Quốc đã trải qua một thời kỳ ổn định về chính trị. Hồng Vũ Đế, người lãnh đạo cuộc khởi nghĩa nông dân lật đổ nhà Nguyên, là hoàng đế Đại Minh đầu tiên. Sùng Trinh Đế, người treo cổ tự sát khi quân Đại Thuận tràn vào kinh đô Bắc Kinh, là hoàng đế Đại Minh cuối cùng. Vạn Lịch Đế trị vì lâu nhất với 48 năm ở ngôi; Thái Xương Đế có thời gian tại vị ngắn ngủi nhất, chỉ trong khoảng 30 ngày. Hoàng đế trẻ tuổi nhất cầm quyền là Minh Anh Tông nối ngôi khi mới chỉ 8 tuổi; hoàng đế lớn tuổi nhất cầm quyền là Hồng Vũ Đế truyền ngôi năm 70 tuổi.

## Hoàng đế Đại Minh
| Hoàng đế | Chân dung                  | Năm sinh, năm mất | Giai đoạn cầm quyền     | Tên thật                 | Niên hiệu                           | Thụy hiệu1     | Miếu hiệu1                     |
| --- | -------------------------- | ----------------- | ----------------------- | ------------------------ | ----------------------------------- | -------------- | ------------------------------ |
| Hồng Vũ Đế |                            | 1328–1398         | 1368–1398               | Chu Nguyên Chương 朱元璋 | Hồng Vũ 洪武                        | Cao Đế 高帝    | Thái Tổ 太祖                   |
| Kiến Văn Đế |                            | 1377–1402?        | 1398–1402               | Chu Doãn Văn 朱允炆      | Kiến Văn 建文                       | Huệ Đế 惠帝    | Huệ Tông 惠宗                  |
| Vĩnh Lạc Đế |                            | 1360–1424         | 1402–1424               | Chu Đệ 朱棣              | Vĩnh Lạc 永樂                       | Văn Đế 文帝    | Thái Tông 太宗vàThành Tổ 成祖2 |
| Hồng Hi Đế |                            | 1378–1425         | 1424–1425               | Chu Cao Sí 朱高熾        | Hồng Hi 洪熙                        | Chiêu Đế 昭帝  | Nhân Tông 仁宗                 |
| Tuyên Đức Đế |                            | 1398–1435         | 1425–1435               | Chu Chiêm Cơ 朱瞻基      | Tuyên Đức 宣德                      | Chương Đế 章帝 | Tuyên Tông 宣宗                |
| Chính Thống Đế |                            | 1427–1464         | 1435–14493 và 1457–1464 | Chu Kỳ Trấn 朱祁鎮       | Chính Thống 正統 vàThiên Thuận 天順 | Duệ Đế 睿帝    | Anh Tông 英宗                  |
| Cảnh Thái Đế |                            | 1428–1457         | 1449–1457               | Chu Kỳ Ngọc 朱祁鈺       | Cảnh Thái 景泰                      | Cảnh Đế 景帝   | Đại Tông 代宗                  |
| Thành Hóa Đế |                            | 1447–1487         | 1464–1487               | Chu Kiến Thâm 朱見深     | Thành Hóa 成化                      | Thuần Đế 純帝  | Hiến Tông 憲宗                 |
| Hoằng Trị Đế |                            | 1470–1505         | 1487–1505               | Chu Hựu Đường 朱祐樘     | Hoằng Trị 弘治                      | Kính Đế 敬帝   | Hiếu Tông 孝宗                 |
| Chính Đức Đế |                            | 1491–1521         | 1505–1521               | Chu Hậu Chiếu 朱厚㷖     | Chính Đức 正德                      | Nghị Đế 毅帝   | Vũ Tông 武宗                   |
| Gia Tĩnh Đế |                            | 1507–1567         | 1521–1567               | Chu Hậu Thông 朱厚熜     | Gia Tĩnh 嘉靖                       | Túc Đế 肅帝    | Thế Tông 世宗                  |
| Long Khánh Đế |                            | 1537–1572         | 1567–1572               | Chu Tái Kỵ 朱載坖        | Long Khánh 隆慶                     | Trang Đế 莊帝  | Mục Tông 穆宗                  |
| Vạn Lịch Đế |                            | 1563–1620         | 1572–1620               | Chu Dực Quân 朱翊鈞      | Vạn Lịch 萬曆                       | Hiển Đế 顯帝   | Thần Tông 神宗                 |
| Thái Xương Đế |                            | 1582–1620         | 1620                    | Chu Thường Lạc 朱常洛    | Thái Xương 泰昌                     | Trinh Đế 貞帝  | Quang Tông 光宗                |
| Thiên Khải Đế |                            | 1605–1627         | 1620–1627               | Chu Do Hiệu 朱由校       | Thiên Khải 天啟                     | Triết Đế 悊帝  | Hy Tông 熹宗                   |
| Sùng Trinh Đế | Tập tin:Ming Chongzhen.jpg | 1611–1644         | 1627–1644               | Chu Do Kiểm 朱由檢       | Sùng Trinh 崇禎                     | Liệt Đế 烈帝   | Tư Tông 思宗                   |
| 1 Vì thụy hiệu và miếu hiệu của hoàng đế ở các triều đại có sự trùng lặp nên chúng thường được gắn thêm tên triều đại ở đằng trước, trong trường hợp này là "Minh" để tránh nhầm lẫn. Ví dụ, Hồng Vũ Đế cũng hay được gọi là Minh Thái Tổ. |                            |                   |                         |                          |                                     |                |                                |
| 2 Vĩnh Lạc Đế cướp ngôi của cháu trai là Kiến Văn Đế, người được cho là đã chết trong một trận hỏa hoạn. Vĩnh Lạc Đế xóa bỏ mọi thứ liên quan tới triều đại của đứa cháu, cũng không đặt miếu hiệu cho Kiến Văn. |                            |                   |                         |                          |                                     |                |                                |
| 3 Năm 1449, nghe lời hoạn quan, Chính Thống Đế thân chinh chỉ huy một chiến dịch bình định Mông Cổ rồi bị bắt làm con tin. Người Mông Cổ phóng thích Chính Thống Đế khi em trai ông, Cảnh Thái Đế, lên ngôi, vì việc giữ Chính Thống Đế giờ đã không còn giá trị. Tuy nhiên, Chính Thống Đế vẫn giành lại được ngai vàng khi Cảnh Thái Đế ốm nặng, lấy niên hiệu mới là Thiên Thuận. |                            |                   |                         |                          |                                     |                |                                |

## Hoàng đế Nam Minh
| Tên thật                 | Miếu hiệu       | Niên hiệu                  | Năm sinh, năm mất | Giai đoạn cầm quyền | Danh xưng được biết tới nhiều nhất |
| ------------------------ | --------------- | -------------------------- | ----------------- | ------------------- | ---------------------------------- |
| Chu Do Tung 朱由崧       | An Tông 安宗    | Hoằng Quang 弘光           | 1607–1646         | 1644–1645           | Phúc vương 福王                    |
| Chu Duật Kiện 朱聿鍵     | Thiệu Tông 紹宗 | Long Võ 隆武               | 1602–1646         | 1645–1646           | Đường vương 唐王                   |
| Chu Thường Phương 朱常淓 | Không có        | Lộ vương Lâm quốc 潞王臨國 | 1608–1646         | 1645–1646           | Lộ vương 潞王                      |
| Chu Dĩ Hải 朱以海        | Không có        | Canh Dần 庚寅              | 1618–1662         | 1645–1655           | Lỗ vương 魯王 Lǔ Wáng              |
| Chu Duật Việt 朱聿鐭     | Không có        | Thiệu Võ 紹武              | ?–1647            | 1646–1647           | Đường vương 唐王                   |
| Chu Thường Thanh 朱常清  | Không có        | Đông Võ 東武               | ?–1649            | 1648–1649           | Hoài vương 淮王                    |
| Chu Do Lang 朱由榔       | Chiêu Tông 昭宗 | Vĩnh Lịch 永曆             | 1623–1662         | 1646–1662           | Quế vương 桂王                     |

## Niên biểu
Ghi chú:
- Da cam Đại Minh (1368–1644)
- Hồng Nam Minh (1644–1662)

## Phả hệ
- Hoàng đế Đại Minh
- Hoàng đế Nam Minh

|   |   |   |   |   |   |                                                                         |                                                                         |                                                                         |                                                                         |                                                                         |                                                                         |   |   | | | | | | |                                                                          |                                                                          |                                                                         |                                                                         | Chu Nguyên Chương 朱元璋 1328–1398 Thái Tổ 太祖 Hồng Vũ 洪武 trị.1368–1398  |                                                                             |                                                                             |                                                                             |                                                                             |                                                                             |                                                          |                                                          |                                                                          |                                                                          |                                                                          |                                                                          |                                                                          |                                                                          |  |  |                                                         |                                                         |                                                         |                                                         |                                                         |                                                         |                                                    |                                                    |                                                    |                                                    |                                                    |                                                    |                                                 |                                                 |                                                        |                                                        |                                                                        |                                                                        |                                                                        |                                                                        |                                                                        |                                                                        |                                                                        |                                                                        |                                                                        |                                                                        |                                                                        |                                                                        |                                                                        |                                                                        |                                                    |                                                    |                                                    |                                                    |                                                    |                                                    |                                                    |                                                    | | | | | | |                                                       |                                                       |                                                       |                                                       |                                                       |                                                       |                                                 |                                                 |                                                 |                                                 |                                                 |                                                 |  |  |  |  |  |  |  |  |  |  |  |  |  |  |  |  |
|   |   |   |   |   |   |                                                                         |                                                                         |                                                                         |                                                                         |                                                                         |                                                                         |   |   | | | | | | |                                                                          |                                                                          |                                                                         |                                                                         |                                                                             |                                                                             |                                                                             |                                                                             |                                                                             |                                                                             |                                                          |                                                          |                                                                          |                                                                          |                                                                          |                                                                          |                                                                          |                                                                          |  |  |                                                         |                                                         |                                                         |                                                         |                                                         |                                                         |                                                    |                                                    |                                                    |                                                    |                                                    |                                                    |                                                 |                                                 |                                                        |                                                        |                                                                        |                                                                        |                                                                        |                                                                        |                                                                        |                                                                        |                                                                        |                                                                        |                                                                        |                                                                        |                                                                        |                                                                        |                                                                        |                                                                        |                                                    |                                                    |                                                    |                                                    |                                                    |                                                    |                                                    |                                                    | | | | | | |                                                       |                                                       |                                                       |                                                       |                                                       |                                                       |                                                 |                                                 |                                                 |                                                 |                                                 |                                                 |  |  |  |  |  |  |  |  |  |  |  |  |  |  |  |  |
|   |   |   |   |   |   |                                                                         |                                                                         |                                                                         |                                                                         |                                                                         |                                                                         |   |   | | | | | | |                                                                          |                                                                          |                                                                         |                                                                         |                                                                             |                                                                             |                                                                             |                                                                             |                                                                             |                                                                             |                                                          |                                                          |                                                                          |                                                                          |                                                                          |                                                                          |                                                                          |                                                                          |  |  |                                                         |                                                         |                                                         |                                                         |                                                         |                                                         |                                                    |                                                    |                                                    |                                                    |                                                    |                                                    |                                                 |                                                 |                                                        |                                                        |                                                                        |                                                                        |                                                                        |                                                                        |                                                                        |                                                                        |                                                                        |                                                                        |                                                                        |                                                                        |                                                                        |                                                                        |                                                                        |                                                                        |                                                    |                                                    |                                                    |                                                    |                                                    |                                                    |                                                    |                                                    | | | | | | |                                                       |                                                       |                                                       |                                                       |                                                       |                                                       |                                                 |                                                 |                                                 |                                                 |                                                 |                                                 |  |  |  |  |  |  |  |  |  |  |  |  |  |  |  |  |
|   |   |   |   |   |   |                                                                         |                                                                         | 1                                                                       | 1                                                                       | 1                                                                       | 1                                                                       | 1 | 1 | | | 4 | 4 | 4 | 4 | 4                                                                        | 4                                                                        |                                                                         |                                                                         |                                                                             |                                                                             |                                                                             |                                                                             |                                                                             |                                                                             |                                                          |                                                          |                                                                          |                                                                          |                                                                          |                                                                          |                                                                          |                                                                          |  |  |                                                         |                                                         |                                                         |                                                         |                                                         |                                                         |                                                    |                                                    | 10                                                 | 10                                                 | 10                                                 | 10                                                 | 10                                              | 10                                              |                                                        |                                                        | 17                                                                     | 17                                                                     | 17                                                                     | 17                                                                     | 17                                                                     | 17                                                                     |                                                                        |                                                                        | 23                                                                     | 23                                                                     | 23                                                                     | 23                                                                     | 23                                                                     | 23                                                                     |                                                    |                                                    |                                                    |                                                    |                                                    |                                                    |                                                    |                                                    | | | | | | |                                                       |                                                       |                                                       |                                                       |                                                       |                                                       |                                                 |                                                 |                                                 |                                                 |                                                 |                                                 |  |  |  |  |  |  |  |  |  |  |  |  |  |  |  |  |
|   |   |   |   |   |   |                                                                         |                                                                         | 1                                                                       | 1                                                                       | 1                                                                       | 1                                                                       | 1 | 1 | Chu Tiêu 朱標 1355–1392 Hưng Tông 興宗                                                                   | Chu Tiêu 朱標 1355–1392 Hưng Tông 興宗                                                                   | Chu Tiêu 朱標 1355–1392 Hưng Tông 興宗                                                                   | Chu Tiêu 朱標 1355–1392 Hưng Tông 興宗                                                                   | Chu Tiêu 朱標 1355–1392 Hưng Tông 興宗                                                                   | Chu Tiêu 朱標 1355–1392 Hưng Tông 興宗                                                                   | 4                                                                        | 4                                                                        |                                                                         |                                                                         | Chu Đệ 朱棣 1360–1424 Thành Tổ 成祖 Vĩnh Lạc 永樂 trị.1402–1424             | Chu Đệ 朱棣 1360–1424 Thành Tổ 成祖 Vĩnh Lạc 永樂 trị.1402–1424             | Chu Đệ 朱棣 1360–1424 Thành Tổ 成祖 Vĩnh Lạc 永樂 trị.1402–1424             | Chu Đệ 朱棣 1360–1424 Thành Tổ 成祖 Vĩnh Lạc 永樂 trị.1402–1424             | Chu Đệ 朱棣 1360–1424 Thành Tổ 成祖 Vĩnh Lạc 永樂 trị.1402–1424             | Chu Đệ 朱棣 1360–1424 Thành Tổ 成祖 Vĩnh Lạc 永樂 trị.1402–1424             |                                                          |                                                          |                                                                          |                                                                          |                                                                          |                                                                          |                                                                          |                                                                          |  |  |                                                         |                                                         |                                                         |                                                         |                                                         |                                                         |                                                    |                                                    | 10                                                 | 10                                                 | 10                                                 | 10                                                 | 10                                              | 10                                              |                                                        |                                                        | 17                                                                     | 17                                                                     | 17                                                                     | 17                                                                     | 17                                                                     | 17                                                                     |                                                                        |                                                                        | 23                                                                     | 23                                                                     | 23                                                                     | 23                                                                     | 23                                                                     | 23                                                                     |                                                    |                                                    |                                                    |                                                    | Chu Đàn 朱檀 1370–1389 Lỗ Hoang vương 魯荒王       | Chu Đàn 朱檀 1370–1389 Lỗ Hoang vương 魯荒王       | Chu Đàn 朱檀 1370–1389 Lỗ Hoang vương 魯荒王       | Chu Đàn 朱檀 1370–1389 Lỗ Hoang vương 魯荒王       | Chu Đàn 朱檀 1370–1389 Lỗ Hoang vương 魯荒王                                                          | Chu Đàn 朱檀 1370–1389 Lỗ Hoang vương 魯荒王                                                          | | | Chu Quyền 朱權 1378–1448 Ninh vương 寧王                                                              | Chu Quyền 朱權 1378–1448 Ninh vương 寧王                                                              | Chu Quyền 朱權 1378–1448 Ninh vương 寧王              | Chu Quyền 朱權 1378–1448 Ninh vương 寧王              | Chu Quyền 朱權 1378–1448 Ninh vương 寧王              | Chu Quyền 朱權 1378–1448 Ninh vương 寧王              |                                                       |                                                       | Chu Kính 朱桱 1388–1415 Đường Định vương 唐定王 | Chu Kính 朱桱 1388–1415 Đường Định vương 唐定王 | Chu Kính 朱桱 1388–1415 Đường Định vương 唐定王 | Chu Kính 朱桱 1388–1415 Đường Định vương 唐定王 | Chu Kính 朱桱 1388–1415 Đường Định vương 唐定王 | Chu Kính 朱桱 1388–1415 Đường Định vương 唐定王 |  |  |  |  |  |  |  |  |  |  |  |  |  |  |  |  |
|   |   |   |   |   |   |                                                                         |                                                                         |                                                                         |                                                                         |                                                                         |                                                                         |   |   | Chu Tiêu 朱標 1355–1392 Hưng Tông 興宗                                                                   | Chu Tiêu 朱標 1355–1392 Hưng Tông 興宗                                                                   | Chu Tiêu 朱標 1355–1392 Hưng Tông 興宗                                                                   | Chu Tiêu 朱標 1355–1392 Hưng Tông 興宗                                                                   | Chu Tiêu 朱標 1355–1392 Hưng Tông 興宗                                                                   | Chu Tiêu 朱標 1355–1392 Hưng Tông 興宗                                                                   |                                                                          |                                                                          |                                                                         |                                                                         | Chu Đệ 朱棣 1360–1424 Thành Tổ 成祖 Vĩnh Lạc 永樂 trị.1402–1424             | Chu Đệ 朱棣 1360–1424 Thành Tổ 成祖 Vĩnh Lạc 永樂 trị.1402–1424             | Chu Đệ 朱棣 1360–1424 Thành Tổ 成祖 Vĩnh Lạc 永樂 trị.1402–1424             | Chu Đệ 朱棣 1360–1424 Thành Tổ 成祖 Vĩnh Lạc 永樂 trị.1402–1424             | Chu Đệ 朱棣 1360–1424 Thành Tổ 成祖 Vĩnh Lạc 永樂 trị.1402–1424             | Chu Đệ 朱棣 1360–1424 Thành Tổ 成祖 Vĩnh Lạc 永樂 trị.1402–1424             |                                                          |                                                          |                                                                          |                                                                          |                                                                          |                                                                          |                                                                          |                                                                          |  |  |                                                         |                                                         |                                                         |                                                         |                                                         |                                                         |                                                    |                                                    |                                                    |                                                    |                                                    |                                                    |                                                 |                                                 |                                                        |                                                        |                                                                        |                                                                        |                                                                        |                                                                        |                                                                        |                                                                        |                                                                        |                                                                        |                                                                        |                                                                        |                                                                        |                                                                        |                                                                        |                                                                        |                                                    |                                                    |                                                    |                                                    | Chu Đàn 朱檀 1370–1389 Lỗ Hoang vương 魯荒王       | Chu Đàn 朱檀 1370–1389 Lỗ Hoang vương 魯荒王       | Chu Đàn 朱檀 1370–1389 Lỗ Hoang vương 魯荒王       | Chu Đàn 朱檀 1370–1389 Lỗ Hoang vương 魯荒王       | Chu Đàn 朱檀 1370–1389 Lỗ Hoang vương 魯荒王                                                          | Chu Đàn 朱檀 1370–1389 Lỗ Hoang vương 魯荒王                                                          | | | Chu Quyền 朱權 1378–1448 Ninh vương 寧王                                                              | Chu Quyền 朱權 1378–1448 Ninh vương 寧王                                                              | Chu Quyền 朱權 1378–1448 Ninh vương 寧王              | Chu Quyền 朱權 1378–1448 Ninh vương 寧王              | Chu Quyền 朱權 1378–1448 Ninh vương 寧王              | Chu Quyền 朱權 1378–1448 Ninh vương 寧王              |                                                       |                                                       | Chu Kính 朱桱 1388–1415 Đường Định vương 唐定王 | Chu Kính 朱桱 1388–1415 Đường Định vương 唐定王 | Chu Kính 朱桱 1388–1415 Đường Định vương 唐定王 | Chu Kính 朱桱 1388–1415 Đường Định vương 唐定王 | Chu Kính 朱桱 1388–1415 Đường Định vương 唐定王 | Chu Kính 朱桱 1388–1415 Đường Định vương 唐定王 |  |  |  |  |  |  |  |  |  |  |  |  |  |  |  |  |
|   |   |   |   |   |   |                                                                         |                                                                         | 2                                                                       | 2                                                                       | 2                                                                       | 2                                                                       | 2 | 2 | | | 1 | 1 | 1 | 1 | 1                                                                        | 1                                                                        |                                                                         |                                                                         |                                                                             |                                                                             |                                                                             |                                                                             |                                                                             |                                                                             |                                                          |                                                          |                                                                          |                                                                          |                                                                          |                                                                          |                                                                          |                                                                          |  |  |                                                         |                                                         |                                                         |                                                         |                                                         |                                                         |                                                    |                                                    | 1                                                  | 1                                                  | 1                                                  | 1                                                  | 1                                               | 1                                               |                                                        |                                                        |                                                                        |                                                                        |                                                                        |                                                                        |                                                                        |                                                                        |                                                                        |                                                                        |                                                                        |                                                                        |                                                                        |                                                                        |                                                                        |                                                                        |                                                    |                                                    |                                                    |                                                    |                                                    |                                                    |                                                    |                                                    | | | | | | |                                                       |                                                       |                                                       |                                                       |                                                       |                                                       |                                                 |                                                 |                                                 |                                                 |                                                 |                                                 |  |  |  |  |  |  |  |  |  |  |  |  |  |  |  |  |
|   |   |   |   |   |   |                                                                         |                                                                         | 2                                                                       | 2                                                                       | 2                                                                       | 2                                                                       | 2 | 2 | Chu Doãn Văn 朱允炆 1377–1402? Huệ Đế 惠帝 Kiến Văn 建文 trị.1398–1402                                   | Chu Doãn Văn 朱允炆 1377–1402? Huệ Đế 惠帝 Kiến Văn 建文 trị.1398–1402                                   | Chu Doãn Văn 朱允炆 1377–1402? Huệ Đế 惠帝 Kiến Văn 建文 trị.1398–1402                                   | Chu Doãn Văn 朱允炆 1377–1402? Huệ Đế 惠帝 Kiến Văn 建文 trị.1398–1402                                   | Chu Doãn Văn 朱允炆 1377–1402? Huệ Đế 惠帝 Kiến Văn 建文 trị.1398–1402                                   | Chu Doãn Văn 朱允炆 1377–1402? Huệ Đế 惠帝 Kiến Văn 建文 trị.1398–1402                                   | 1                                                                        | 1                                                                        |                                                                         |                                                                         | Chu Cao Sí 朱高熾 1378–1425 Nhân Tông 仁宗 Hồng Hi 洪熙 trị.1424–1425       | Chu Cao Sí 朱高熾 1378–1425 Nhân Tông 仁宗 Hồng Hi 洪熙 trị.1424–1425       | Chu Cao Sí 朱高熾 1378–1425 Nhân Tông 仁宗 Hồng Hi 洪熙 trị.1424–1425       | Chu Cao Sí 朱高熾 1378–1425 Nhân Tông 仁宗 Hồng Hi 洪熙 trị.1424–1425       | Chu Cao Sí 朱高熾 1378–1425 Nhân Tông 仁宗 Hồng Hi 洪熙 trị.1424–1425       | Chu Cao Sí 朱高熾 1378–1425 Nhân Tông 仁宗 Hồng Hi 洪熙 trị.1424–1425       |                                                          |                                                          |                                                                          |                                                                          |                                                                          |                                                                          |                                                                          |                                                                          |  |  |                                                         |                                                         |                                                         |                                                         |                                                         |                                                         |                                                    |                                                    | 1                                                  | 1                                                  | 1                                                  | 1                                                  | 1                                               | 1                                               |                                                        |                                                        |                                                                        |                                                                        |                                                                        |                                                                        |                                                                        |                                                                        | Chu Triệu Huy 朱肇煇 1388–1466 Lỗ Hoang vương                          | Chu Triệu Huy 朱肇煇 1388–1466 Lỗ Hoang vương                          | Chu Triệu Huy 朱肇煇 1388–1466 Lỗ Hoang vương                          | Chu Triệu Huy 朱肇煇 1388–1466 Lỗ Hoang vương                          | Chu Triệu Huy 朱肇煇 1388–1466 Lỗ Hoang vương                          | Chu Triệu Huy 朱肇煇 1388–1466 Lỗ Hoang vương                          |                                                                        |                                                                        |                                                    |                                                    |                                                    |                                                    |                                                    |                                                    |                                                    |                                                    | Chu Quỳnh Đát 朱瓊炟 mất. 1475 Đường Hiến vương 唐憲王                                                | Chu Quỳnh Đát 朱瓊炟 mất. 1475 Đường Hiến vương 唐憲王                                                | Chu Quỳnh Đát 朱瓊炟 mất. 1475 Đường Hiến vương 唐憲王                                                | Chu Quỳnh Đát 朱瓊炟 mất. 1475 Đường Hiến vương 唐憲王                                                | Chu Quỳnh Đát 朱瓊炟 mất. 1475 Đường Hiến vương 唐憲王                                                | Chu Quỳnh Đát 朱瓊炟 mất. 1475 Đường Hiến vương 唐憲王                                                |                                                       |                                                       |                                                       |                                                       |                                                       |                                                       |                                                 |                                                 |                                                 |                                                 |                                                 |                                                 |  |  |  |  |  |  |  |  |  |  |  |  |  |  |  |  |
|   |   |   |   |   |   |                                                                         |                                                                         |                                                                         |                                                                         |                                                                         |                                                                         |   |   | Chu Doãn Văn 朱允炆 1377–1402? Huệ Đế 惠帝 Kiến Văn 建文 trị.1398–1402                                   | Chu Doãn Văn 朱允炆 1377–1402? Huệ Đế 惠帝 Kiến Văn 建文 trị.1398–1402                                   | Chu Doãn Văn 朱允炆 1377–1402? Huệ Đế 惠帝 Kiến Văn 建文 trị.1398–1402                                   | Chu Doãn Văn 朱允炆 1377–1402? Huệ Đế 惠帝 Kiến Văn 建文 trị.1398–1402                                   | Chu Doãn Văn 朱允炆 1377–1402? Huệ Đế 惠帝 Kiến Văn 建文 trị.1398–1402                                   | Chu Doãn Văn 朱允炆 1377–1402? Huệ Đế 惠帝 Kiến Văn 建文 trị.1398–1402                                   |                                                                          |                                                                          |                                                                         |                                                                         | Chu Cao Sí 朱高熾 1378–1425 Nhân Tông 仁宗 Hồng Hi 洪熙 trị.1424–1425       | Chu Cao Sí 朱高熾 1378–1425 Nhân Tông 仁宗 Hồng Hi 洪熙 trị.1424–1425       | Chu Cao Sí 朱高熾 1378–1425 Nhân Tông 仁宗 Hồng Hi 洪熙 trị.1424–1425       | Chu Cao Sí 朱高熾 1378–1425 Nhân Tông 仁宗 Hồng Hi 洪熙 trị.1424–1425       | Chu Cao Sí 朱高熾 1378–1425 Nhân Tông 仁宗 Hồng Hi 洪熙 trị.1424–1425       | Chu Cao Sí 朱高熾 1378–1425 Nhân Tông 仁宗 Hồng Hi 洪熙 trị.1424–1425       |                                                          |                                                          |                                                                          |                                                                          |                                                                          |                                                                          |                                                                          |                                                                          |  |  |                                                         |                                                         |                                                         |                                                         |                                                         |                                                         |                                                    |                                                    |                                                    |                                                    |                                                    |                                                    |                                                 |                                                 |                                                        |                                                        |                                                                        |                                                                        |                                                                        |                                                                        |                                                                        |                                                                        | Chu Triệu Huy 朱肇煇 1388–1466 Lỗ Hoang vương                          | Chu Triệu Huy 朱肇煇 1388–1466 Lỗ Hoang vương                          | Chu Triệu Huy 朱肇煇 1388–1466 Lỗ Hoang vương                          | Chu Triệu Huy 朱肇煇 1388–1466 Lỗ Hoang vương                          | Chu Triệu Huy 朱肇煇 1388–1466 Lỗ Hoang vương                          | Chu Triệu Huy 朱肇煇 1388–1466 Lỗ Hoang vương                          |                                                                        |                                                                        |                                                    |                                                    |                                                    |                                                    |                                                    |                                                    |                                                    |                                                    | Chu Quỳnh Đát 朱瓊炟 mất. 1475 Đường Hiến vương 唐憲王                                                | Chu Quỳnh Đát 朱瓊炟 mất. 1475 Đường Hiến vương 唐憲王                                                | Chu Quỳnh Đát 朱瓊炟 mất. 1475 Đường Hiến vương 唐憲王                                                | Chu Quỳnh Đát 朱瓊炟 mất. 1475 Đường Hiến vương 唐憲王                                                | Chu Quỳnh Đát 朱瓊炟 mất. 1475 Đường Hiến vương 唐憲王                                                | Chu Quỳnh Đát 朱瓊炟 mất. 1475 Đường Hiến vương 唐憲王                                                |                                                       |                                                       |                                                       |                                                       |                                                       |                                                       |                                                 |                                                 |                                                 |                                                 |                                                 |                                                 |  |  |  |  |  |  |  |  |  |  |  |  |  |  |  |  |
|   |   |   |   |   |   |                                                                         |                                                                         |                                                                         |                                                                         |                                                                         |                                                                         |   |   | | | | | | |                                                                          |                                                                          |                                                                         |                                                                         |                                                                             |                                                                             |                                                                             |                                                                             |                                                                             |                                                                             |                                                          |                                                          |                                                                          |                                                                          |                                                                          |                                                                          |                                                                          |                                                                          |  |  |                                                         |                                                         |                                                         |                                                         |                                                         |                                                         |                                                    |                                                    |                                                    |                                                    |                                                    |                                                    |                                                 |                                                 |                                                        |                                                        |                                                                        |                                                                        |                                                                        |                                                                        |                                                                        |                                                                        |                                                                        |                                                                        |                                                                        |                                                                        |                                                                        |                                                                        |                                                                        |                                                                        |                                                    |                                                    |                                                    |                                                    |                                                    |                                                    |                                                    |                                                    | | | | | | |                                                       |                                                       |                                                       |                                                       |                                                       |                                                       |                                                 |                                                 |                                                 |                                                 |                                                 |                                                 |  |  |  |  |  |  |  |  |  |  |  |  |  |  |  |  |
|   |   |   |   |   |   |                                                                         |                                                                         | 1                                                                       | 1                                                                       | 1                                                                       | 1                                                                       | 1 | 1 | | | 1 | 1 | 1 | 1 | 1                                                                        | 1                                                                        |                                                                         |                                                                         |                                                                             |                                                                             |                                                                             |                                                                             |                                                                             |                                                                             |                                                          |                                                          |                                                                          |                                                                          |                                                                          |                                                                          |                                                                          |                                                                          |  |  | 7                                                       | 7                                                       | 7                                                       | 7                                                       | 7                                                       | 7                                                       |                                                    |                                                    | 1                                                  | 1                                                  | 1                                                  | 1                                                  | 1                                               | 1                                               |                                                        |                                                        |                                                                        |                                                                        |                                                                        |                                                                        |                                                                        |                                                                        |                                                                        |                                                                        |                                                                        |                                                                        |                                                                        |                                                                        |                                                                        |                                                                        |                                                    |                                                    |                                                    |                                                    |                                                    |                                                    |                                                    |                                                    | | | | | | |                                                       |                                                       |                                                       |                                                       |                                                       |                                                       |                                                 |                                                 |                                                 |                                                 |                                                 |                                                 |  |  |  |  |  |  |  |  |  |  |  |  |  |  |  |  |
|   |   |   |   |   |   |                                                                         |                                                                         | 1                                                                       | 1                                                                       | 1                                                                       | 1                                                                       | 1 | 1 | Chu Văn Khuê 朱文奎 1396-?                                                                               | Chu Văn Khuê 朱文奎 1396-?                                                                               | Chu Văn Khuê 朱文奎 1396-?                                                                               | Chu Văn Khuê 朱文奎 1396-?                                                                               | Chu Văn Khuê 朱文奎 1396-?                                                                               | Chu Văn Khuê 朱文奎 1396-?                                                                               | 1                                                                        | 1                                                                        |                                                                         |                                                                         | Chu Chiêm Cơ 朱瞻基 1399–1435 Tuyên Tông 宣宗 Tuyên Đức 宣德 trị.1425–1435  | Chu Chiêm Cơ 朱瞻基 1399–1435 Tuyên Tông 宣宗 Tuyên Đức 宣德 trị.1425–1435  | Chu Chiêm Cơ 朱瞻基 1399–1435 Tuyên Tông 宣宗 Tuyên Đức 宣德 trị.1425–1435  | Chu Chiêm Cơ 朱瞻基 1399–1435 Tuyên Tông 宣宗 Tuyên Đức 宣德 trị.1425–1435  | Chu Chiêm Cơ 朱瞻基 1399–1435 Tuyên Tông 宣宗 Tuyên Đức 宣德 trị.1425–1435  | Chu Chiêm Cơ 朱瞻基 1399–1435 Tuyên Tông 宣宗 Tuyên Đức 宣德 trị.1425–1435  |                                                          |                                                          |                                                                          |                                                                          |                                                                          |                                                                          |                                                                          |                                                                          |  |  | 7                                                       | 7                                                       | 7                                                       | 7                                                       | 7                                                       | 7                                                       |                                                    |                                                    | 1                                                  | 1                                                  | 1                                                  | 1                                                  | 1                                               | 1                                               |                                                        |                                                        |                                                                        |                                                                        |                                                                        |                                                                        | Chu Chiêm Áo 朱瞻墺 1409–1446 Hoài Tĩnh vương 淮靖王                   | Chu Chiêm Áo 朱瞻墺 1409–1446 Hoài Tĩnh vương 淮靖王                   | Chu Chiêm Áo 朱瞻墺 1409–1446 Hoài Tĩnh vương 淮靖王                   | Chu Chiêm Áo 朱瞻墺 1409–1446 Hoài Tĩnh vương 淮靖王                   | Chu Chiêm Áo 朱瞻墺 1409–1446 Hoài Tĩnh vương 淮靖王                   | Chu Chiêm Áo 朱瞻墺 1409–1446 Hoài Tĩnh vương 淮靖王                   |                                                                        |                                                                        | Chu Tái Kham 朱泰堪 1412–1473 Lỗ Huệ vương 魯惠王                      | Chu Tái Kham 朱泰堪 1412–1473 Lỗ Huệ vương 魯惠王                      | Chu Tái Kham 朱泰堪 1412–1473 Lỗ Huệ vương 魯惠王  | Chu Tái Kham 朱泰堪 1412–1473 Lỗ Huệ vương 魯惠王  | Chu Tái Kham 朱泰堪 1412–1473 Lỗ Huệ vương 魯惠王  | Chu Tái Kham 朱泰堪 1412–1473 Lỗ Huệ vương 魯惠王  |                                                    |                                                    |                                                    |                                                    | | | | | | | Chu Chi Chỉ 朱芝址 mất. 1485 Đường Trang vương 唐莊王 | Chu Chi Chỉ 朱芝址 mất. 1485 Đường Trang vương 唐莊王 | Chu Chi Chỉ 朱芝址 mất. 1485 Đường Trang vương 唐莊王 | Chu Chi Chỉ 朱芝址 mất. 1485 Đường Trang vương 唐莊王 | Chu Chi Chỉ 朱芝址 mất. 1485 Đường Trang vương 唐莊王 | Chu Chi Chỉ 朱芝址 mất. 1485 Đường Trang vương 唐莊王 |                                                 |                                                 |                                                 |                                                 |                                                 |                                                 |  |  |  |  |  |  |  |  |  |  |  |  |  |  |  |  |
|   |   |   |   |   |   |                                                                         |                                                                         |                                                                         |                                                                         |                                                                         |                                                                         |   |   | Chu Văn Khuê 朱文奎 1396-?                                                                               | Chu Văn Khuê 朱文奎 1396-?                                                                               | Chu Văn Khuê 朱文奎 1396-?                                                                               | Chu Văn Khuê 朱文奎 1396-?                                                                               | Chu Văn Khuê 朱文奎 1396-?                                                                               | Chu Văn Khuê 朱文奎 1396-?                                                                               |                                                                          |                                                                          |                                                                         |                                                                         | Chu Chiêm Cơ 朱瞻基 1399–1435 Tuyên Tông 宣宗 Tuyên Đức 宣德 trị.1425–1435  | Chu Chiêm Cơ 朱瞻基 1399–1435 Tuyên Tông 宣宗 Tuyên Đức 宣德 trị.1425–1435  | Chu Chiêm Cơ 朱瞻基 1399–1435 Tuyên Tông 宣宗 Tuyên Đức 宣德 trị.1425–1435  | Chu Chiêm Cơ 朱瞻基 1399–1435 Tuyên Tông 宣宗 Tuyên Đức 宣德 trị.1425–1435  | Chu Chiêm Cơ 朱瞻基 1399–1435 Tuyên Tông 宣宗 Tuyên Đức 宣德 trị.1425–1435  | Chu Chiêm Cơ 朱瞻基 1399–1435 Tuyên Tông 宣宗 Tuyên Đức 宣德 trị.1425–1435  |                                                          |                                                          |                                                                          |                                                                          |                                                                          |                                                                          |                                                                          |                                                                          |  |  |                                                         |                                                         |                                                         |                                                         |                                                         |                                                         |                                                    |                                                    |                                                    |                                                    |                                                    |                                                    |                                                 |                                                 |                                                        |                                                        |                                                                        |                                                                        |                                                                        |                                                                        | Chu Chiêm Áo 朱瞻墺 1409–1446 Hoài Tĩnh vương 淮靖王                   | Chu Chiêm Áo 朱瞻墺 1409–1446 Hoài Tĩnh vương 淮靖王                   | Chu Chiêm Áo 朱瞻墺 1409–1446 Hoài Tĩnh vương 淮靖王                   | Chu Chiêm Áo 朱瞻墺 1409–1446 Hoài Tĩnh vương 淮靖王                   | Chu Chiêm Áo 朱瞻墺 1409–1446 Hoài Tĩnh vương 淮靖王                   | Chu Chiêm Áo 朱瞻墺 1409–1446 Hoài Tĩnh vương 淮靖王                   |                                                                        |                                                                        | Chu Tái Kham 朱泰堪 1412–1473 Lỗ Huệ vương 魯惠王                      | Chu Tái Kham 朱泰堪 1412–1473 Lỗ Huệ vương 魯惠王                      | Chu Tái Kham 朱泰堪 1412–1473 Lỗ Huệ vương 魯惠王  | Chu Tái Kham 朱泰堪 1412–1473 Lỗ Huệ vương 魯惠王  | Chu Tái Kham 朱泰堪 1412–1473 Lỗ Huệ vương 魯惠王  | Chu Tái Kham 朱泰堪 1412–1473 Lỗ Huệ vương 魯惠王  |                                                    |                                                    |                                                    |                                                    | | | | | | | Chu Chi Chỉ 朱芝址 mất. 1485 Đường Trang vương 唐莊王 | Chu Chi Chỉ 朱芝址 mất. 1485 Đường Trang vương 唐莊王 | Chu Chi Chỉ 朱芝址 mất. 1485 Đường Trang vương 唐莊王 | Chu Chi Chỉ 朱芝址 mất. 1485 Đường Trang vương 唐莊王 | Chu Chi Chỉ 朱芝址 mất. 1485 Đường Trang vương 唐莊王 | Chu Chi Chỉ 朱芝址 mất. 1485 Đường Trang vương 唐莊王 |                                                 |                                                 |                                                 |                                                 |                                                 |                                                 |  |  |  |  |  |  |  |  |  |  |  |  |  |  |  |  |
|   |   |   |   |   |   |                                                                         |                                                                         |                                                                         |                                                                         |                                                                         |                                                                         |   |   | | | | | | |                                                                          |                                                                          |                                                                         |                                                                         |                                                                             |                                                                             |                                                                             |                                                                             |                                                                             |                                                                             |                                                          |                                                          |                                                                          |                                                                          |                                                                          |                                                                          |                                                                          |                                                                          |  |  |                                                         |                                                         |                                                         |                                                         |                                                         |                                                         |                                                    |                                                    |                                                    |                                                    |                                                    |                                                    |                                                 |                                                 |                                                        |                                                        |                                                                        |                                                                        |                                                                        |                                                                        |                                                                        |                                                                        |                                                                        |                                                                        |                                                                        |                                                                        |                                                                        |                                                                        |                                                                        |                                                                        |                                                    |                                                    |                                                    |                                                    |                                                    |                                                    |                                                    |                                                    | | | | | | |                                                       |                                                       |                                                       |                                                       |                                                       |                                                       |                                                 |                                                 |                                                 |                                                 |                                                 |                                                 |  |  |  |  |  |  |  |  |  |  |  |  |  |  |  |  |
|   |   |   |   |   |   |                                                                         |                                                                         | 1                                                                       | 1                                                                       | 1                                                                       | 1                                                                       | 1 | 1 | | | 2 | 2 | 2 | 2 | 2                                                                        | 2                                                                        |                                                                         |                                                                         |                                                                             |                                                                             |                                                                             |                                                                             |                                                                             |                                                                             |                                                          |                                                          |                                                                          |                                                                          |                                                                          |                                                                          |                                                                          |                                                                          |  |  |                                                         |                                                         |                                                         |                                                         |                                                         |                                                         |                                                    |                                                    | 1                                                  | 1                                                  | 1                                                  | 1                                                  | 1                                               | 1                                               |                                                        |                                                        |                                                                        |                                                                        |                                                                        |                                                                        |                                                                        |                                                                        |                                                                        |                                                                        |                                                                        |                                                                        |                                                                        |                                                                        |                                                                        |                                                                        |                                                    |                                                    |                                                    |                                                    |                                                    |                                                    |                                                    |                                                    | | | | | | |                                                       |                                                       |                                                       |                                                       |                                                       |                                                       |                                                 |                                                 |                                                 |                                                 |                                                 |                                                 |  |  |  |  |  |  |  |  |  |  |  |  |  |  |  |  |
|   |   |   |   |   |   |                                                                         |                                                                         | 1                                                                       | 1                                                                       | 1                                                                       | 1                                                                       | 1 | 1 | Chu Kỳ Trấn 朱祁鎮 1427–1464 Anh Tông 英宗 Chính Thống 正統 trị.1435–1449 Thiên Thuận 天順 trị.1457–1464 | Chu Kỳ Trấn 朱祁鎮 1427–1464 Anh Tông 英宗 Chính Thống 正統 trị.1435–1449 Thiên Thuận 天順 trị.1457–1464 | Chu Kỳ Trấn 朱祁鎮 1427–1464 Anh Tông 英宗 Chính Thống 正統 trị.1435–1449 Thiên Thuận 天順 trị.1457–1464 | Chu Kỳ Trấn 朱祁鎮 1427–1464 Anh Tông 英宗 Chính Thống 正統 trị.1435–1449 Thiên Thuận 天順 trị.1457–1464 | Chu Kỳ Trấn 朱祁鎮 1427–1464 Anh Tông 英宗 Chính Thống 正統 trị.1435–1449 Thiên Thuận 天順 trị.1457–1464 | Chu Kỳ Trấn 朱祁鎮 1427–1464 Anh Tông 英宗 Chính Thống 正統 trị.1435–1449 Thiên Thuận 天順 trị.1457–1464 | 2                                                                        | 2                                                                        |                                                                         |                                                                         | Chu Kỳ Ngọc 朱祁鈺 1428–1457 Đại Tông 代宗 Cảnh Thái 景泰 trị.1449–1457     | Chu Kỳ Ngọc 朱祁鈺 1428–1457 Đại Tông 代宗 Cảnh Thái 景泰 trị.1449–1457     | Chu Kỳ Ngọc 朱祁鈺 1428–1457 Đại Tông 代宗 Cảnh Thái 景泰 trị.1449–1457     | Chu Kỳ Ngọc 朱祁鈺 1428–1457 Đại Tông 代宗 Cảnh Thái 景泰 trị.1449–1457     | Chu Kỳ Ngọc 朱祁鈺 1428–1457 Đại Tông 代宗 Cảnh Thái 景泰 trị.1449–1457     | Chu Kỳ Ngọc 朱祁鈺 1428–1457 Đại Tông 代宗 Cảnh Thái 景泰 trị.1449–1457     |                                                          |                                                          |                                                                          |                                                                          |                                                                          |                                                                          |                                                                          |                                                                          |  |  |                                                         |                                                         |                                                         |                                                         |                                                         |                                                         |                                                    |                                                    | 1                                                  | 1                                                  | 1                                                  | 1                                                  | 1                                               | 1                                               | Chu Kỳ Thuyên 朱祁銓 1435–1502 Hoài Khang vương 淮康王 | Chu Kỳ Thuyên 朱祁銓 1435–1502 Hoài Khang vương 淮康王 | Chu Kỳ Thuyên 朱祁銓 1435–1502 Hoài Khang vương 淮康王                 | Chu Kỳ Thuyên 朱祁銓 1435–1502 Hoài Khang vương 淮康王                 | Chu Kỳ Thuyên 朱祁銓 1435–1502 Hoài Khang vương 淮康王                 | Chu Kỳ Thuyên 朱祁銓 1435–1502 Hoài Khang vương 淮康王                 |                                                                        |                                                                        | Chu Dương Chú 朱陽鑄 1448–1523 Lỗ Trang vương 魯莊王                   | Chu Dương Chú 朱陽鑄 1448–1523 Lỗ Trang vương 魯莊王                   | Chu Dương Chú 朱陽鑄 1448–1523 Lỗ Trang vương 魯莊王                   | Chu Dương Chú 朱陽鑄 1448–1523 Lỗ Trang vương 魯莊王                   | Chu Dương Chú 朱陽鑄 1448–1523 Lỗ Trang vương 魯莊王                   | Chu Dương Chú 朱陽鑄 1448–1523 Lỗ Trang vương 魯莊王                   |                                                                        |                                                                        |                                                    |                                                    |                                                    |                                                    |                                                    |                                                    |                                                    |                                                    | Chu Di Kiềm 朱彌鉗 Đường Cung vương 唐恭王                                                            | Chu Di Kiềm 朱彌鉗 Đường Cung vương 唐恭王                                                            | Chu Di Kiềm 朱彌鉗 Đường Cung vương 唐恭王                                                            | Chu Di Kiềm 朱彌鉗 Đường Cung vương 唐恭王                                                            | Chu Di Kiềm 朱彌鉗 Đường Cung vương 唐恭王                                                            | Chu Di Kiềm 朱彌鉗 Đường Cung vương 唐恭王                                                            |                                                       |                                                       |                                                       |                                                       |                                                       |                                                       |                                                 |                                                 |                                                 |                                                 |                                                 |                                                 |  |  |  |  |  |  |  |  |  |  |  |  |  |  |  |  |
|   |   |   |   |   |   |                                                                         |                                                                         |                                                                         |                                                                         |                                                                         |                                                                         |   |   | Chu Kỳ Trấn 朱祁鎮 1427–1464 Anh Tông 英宗 Chính Thống 正統 trị.1435–1449 Thiên Thuận 天順 trị.1457–1464 | Chu Kỳ Trấn 朱祁鎮 1427–1464 Anh Tông 英宗 Chính Thống 正統 trị.1435–1449 Thiên Thuận 天順 trị.1457–1464 | Chu Kỳ Trấn 朱祁鎮 1427–1464 Anh Tông 英宗 Chính Thống 正統 trị.1435–1449 Thiên Thuận 天順 trị.1457–1464 | Chu Kỳ Trấn 朱祁鎮 1427–1464 Anh Tông 英宗 Chính Thống 正統 trị.1435–1449 Thiên Thuận 天順 trị.1457–1464 | Chu Kỳ Trấn 朱祁鎮 1427–1464 Anh Tông 英宗 Chính Thống 正統 trị.1435–1449 Thiên Thuận 天順 trị.1457–1464 | Chu Kỳ Trấn 朱祁鎮 1427–1464 Anh Tông 英宗 Chính Thống 正統 trị.1435–1449 Thiên Thuận 天順 trị.1457–1464 |                                                                          |                                                                          |                                                                         |                                                                         | Chu Kỳ Ngọc 朱祁鈺 1428–1457 Đại Tông 代宗 Cảnh Thái 景泰 trị.1449–1457     | Chu Kỳ Ngọc 朱祁鈺 1428–1457 Đại Tông 代宗 Cảnh Thái 景泰 trị.1449–1457     | Chu Kỳ Ngọc 朱祁鈺 1428–1457 Đại Tông 代宗 Cảnh Thái 景泰 trị.1449–1457     | Chu Kỳ Ngọc 朱祁鈺 1428–1457 Đại Tông 代宗 Cảnh Thái 景泰 trị.1449–1457     | Chu Kỳ Ngọc 朱祁鈺 1428–1457 Đại Tông 代宗 Cảnh Thái 景泰 trị.1449–1457     | Chu Kỳ Ngọc 朱祁鈺 1428–1457 Đại Tông 代宗 Cảnh Thái 景泰 trị.1449–1457     |                                                          |                                                          |                                                                          |                                                                          |                                                                          |                                                                          |                                                                          |                                                                          |  |  |                                                         |                                                         |                                                         |                                                         |                                                         |                                                         |                                                    |                                                    |                                                    |                                                    |                                                    |                                                    |                                                 |                                                 | Chu Kỳ Thuyên 朱祁銓 1435–1502 Hoài Khang vương 淮康王 | Chu Kỳ Thuyên 朱祁銓 1435–1502 Hoài Khang vương 淮康王 | Chu Kỳ Thuyên 朱祁銓 1435–1502 Hoài Khang vương 淮康王                 | Chu Kỳ Thuyên 朱祁銓 1435–1502 Hoài Khang vương 淮康王                 | Chu Kỳ Thuyên 朱祁銓 1435–1502 Hoài Khang vương 淮康王                 | Chu Kỳ Thuyên 朱祁銓 1435–1502 Hoài Khang vương 淮康王                 |                                                                        |                                                                        | Chu Dương Chú 朱陽鑄 1448–1523 Lỗ Trang vương 魯莊王                   | Chu Dương Chú 朱陽鑄 1448–1523 Lỗ Trang vương 魯莊王                   | Chu Dương Chú 朱陽鑄 1448–1523 Lỗ Trang vương 魯莊王                   | Chu Dương Chú 朱陽鑄 1448–1523 Lỗ Trang vương 魯莊王                   | Chu Dương Chú 朱陽鑄 1448–1523 Lỗ Trang vương 魯莊王                   | Chu Dương Chú 朱陽鑄 1448–1523 Lỗ Trang vương 魯莊王                   |                                                                        |                                                                        |                                                    |                                                    |                                                    |                                                    |                                                    |                                                    |                                                    |                                                    | Chu Di Kiềm 朱彌鉗 Đường Cung vương 唐恭王                                                            | Chu Di Kiềm 朱彌鉗 Đường Cung vương 唐恭王                                                            | Chu Di Kiềm 朱彌鉗 Đường Cung vương 唐恭王                                                            | Chu Di Kiềm 朱彌鉗 Đường Cung vương 唐恭王                                                            | Chu Di Kiềm 朱彌鉗 Đường Cung vương 唐恭王                                                            | Chu Di Kiềm 朱彌鉗 Đường Cung vương 唐恭王                                                            |                                                       |                                                       |                                                       |                                                       |                                                       |                                                       |                                                 |                                                 |                                                 |                                                 |                                                 |                                                 |  |  |  |  |  |  |  |  |  |  |  |  |  |  |  |  |
|   |   |   |   |   |   |                                                                         |                                                                         | 1                                                                       | 1                                                                       | 1                                                                       | 1                                                                       | 1 | 1 | | | | | | |                                                                          |                                                                          |                                                                         |                                                                         |                                                                             |                                                                             |                                                                             |                                                                             |                                                                             |                                                                             |                                                          |                                                          |                                                                          |                                                                          |                                                                          |                                                                          |                                                                          |                                                                          |  |  |                                                         |                                                         |                                                         |                                                         |                                                         |                                                         |                                                    |                                                    | 1                                                  | 1                                                  | 1                                                  | 1                                                  | 1                                               | 1                                               |                                                        |                                                        |                                                                        |                                                                        |                                                                        |                                                                        |                                                                        |                                                                        |                                                                        |                                                                        |                                                                        |                                                                        |                                                                        |                                                                        |                                                                        |                                                                        |                                                    |                                                    |                                                    |                                                    |                                                    |                                                    |                                                    |                                                    | | | | | | |                                                       |                                                       |                                                       |                                                       |                                                       |                                                       |                                                 |                                                 |                                                 |                                                 |                                                 |                                                 |  |  |  |  |  |  |  |  |  |  |  |  |  |  |  |  |
|   |   |   |   |   |   |                                                                         |                                                                         | 1                                                                       | 1                                                                       | 1                                                                       | 1                                                                       | 1 | 1 | Chu Kiến Thâm 朱見深 1447–1487 Hiến Tông 憲宗 Thành Hóa 成化 trị.1464–1487                               | Chu Kiến Thâm 朱見深 1447–1487 Hiến Tông 憲宗 Thành Hóa 成化 trị.1464–1487                               | Chu Kiến Thâm 朱見深 1447–1487 Hiến Tông 憲宗 Thành Hóa 成化 trị.1464–1487                               | Chu Kiến Thâm 朱見深 1447–1487 Hiến Tông 憲宗 Thành Hóa 成化 trị.1464–1487                               | Chu Kiến Thâm 朱見深 1447–1487 Hiến Tông 憲宗 Thành Hóa 成化 trị.1464–1487                               | Chu Kiến Thâm 朱見深 1447–1487 Hiến Tông 憲宗 Thành Hóa 成化 trị.1464–1487                               |                                                                          |                                                                          |                                                                         |                                                                         |                                                                             |                                                                             |                                                                             |                                                                             |                                                                             |                                                                             |                                                          |                                                          |                                                                          |                                                                          |                                                                          |                                                                          |                                                                          |                                                                          |  |  |                                                         |                                                         |                                                         |                                                         |                                                         |                                                         | Chu Kiến Điến 朱見澱 ?–1502 Hoài Đoan vương 淮端王 | Chu Kiến Điến 朱見澱 ?–1502 Hoài Đoan vương 淮端王 | Chu Kiến Điến 朱見澱 ?–1502 Hoài Đoan vương 淮端王 | Chu Kiến Điến 朱見澱 ?–1502 Hoài Đoan vương 淮端王 | Chu Kiến Điến 朱見澱 ?–1502 Hoài Đoan vương 淮端王 | Chu Kiến Điến 朱見澱 ?–1502 Hoài Đoan vương 淮端王 | 1                                               | 1                                               |                                                        |                                                        | Chu Đang Tung 朱當漎 1473–1505 Lỗ Hoài vương 魯懷王                    | Chu Đang Tung 朱當漎 1473–1505 Lỗ Hoài vương 魯懷王                    | Chu Đang Tung 朱當漎 1473–1505 Lỗ Hoài vương 魯懷王                    | Chu Đang Tung 朱當漎 1473–1505 Lỗ Hoài vương 魯懷王                    | Chu Đang Tung 朱當漎 1473–1505 Lỗ Hoài vương 魯懷王                    | Chu Đang Tung 朱當漎 1473–1505 Lỗ Hoài vương 魯懷王                    |                                                                        |                                                                        |                                                                        |                                                                        |                                                                        |                                                                        |                                                                        |                                                                        |                                                    |                                                    | Chu Vũ Ôn 朱宇溫 mất. 1560 Đường Kính vương 唐敬王 | Chu Vũ Ôn 朱宇溫 mất. 1560 Đường Kính vương 唐敬王 | Chu Vũ Ôn 朱宇溫 mất. 1560 Đường Kính vương 唐敬王 | Chu Vũ Ôn 朱宇溫 mất. 1560 Đường Kính vương 唐敬王 | Chu Vũ Ôn 朱宇溫 mất. 1560 Đường Kính vương 唐敬王 | Chu Vũ Ôn 朱宇溫 mất. 1560 Đường Kính vương 唐敬王 | | | | | | |                                                       |                                                       |                                                       |                                                       |                                                       |                                                       |                                                 |                                                 |                                                 |                                                 |                                                 |                                                 |  |  |  |  |  |  |  |  |  |  |  |  |  |  |  |  |
|   |   |   |   |   |   |                                                                         |                                                                         |                                                                         |                                                                         |                                                                         |                                                                         |   |   | Chu Kiến Thâm 朱見深 1447–1487 Hiến Tông 憲宗 Thành Hóa 成化 trị.1464–1487                               | Chu Kiến Thâm 朱見深 1447–1487 Hiến Tông 憲宗 Thành Hóa 成化 trị.1464–1487                               | Chu Kiến Thâm 朱見深 1447–1487 Hiến Tông 憲宗 Thành Hóa 成化 trị.1464–1487                               | Chu Kiến Thâm 朱見深 1447–1487 Hiến Tông 憲宗 Thành Hóa 成化 trị.1464–1487                               | Chu Kiến Thâm 朱見深 1447–1487 Hiến Tông 憲宗 Thành Hóa 成化 trị.1464–1487                               | Chu Kiến Thâm 朱見深 1447–1487 Hiến Tông 憲宗 Thành Hóa 成化 trị.1464–1487                               |                                                                          |                                                                          |                                                                         |                                                                         |                                                                             |                                                                             |                                                                             |                                                                             |                                                                             |                                                                             |                                                          |                                                          |                                                                          |                                                                          |                                                                          |                                                                          |                                                                          |                                                                          |  |  |                                                         |                                                         |                                                         |                                                         |                                                         |                                                         | Chu Kiến Điến 朱見澱 ?–1502 Hoài Đoan vương 淮端王 | Chu Kiến Điến 朱見澱 ?–1502 Hoài Đoan vương 淮端王 | Chu Kiến Điến 朱見澱 ?–1502 Hoài Đoan vương 淮端王 | Chu Kiến Điến 朱見澱 ?–1502 Hoài Đoan vương 淮端王 | Chu Kiến Điến 朱見澱 ?–1502 Hoài Đoan vương 淮端王 | Chu Kiến Điến 朱見澱 ?–1502 Hoài Đoan vương 淮端王 |                                                 |                                                 |                                                        |                                                        | Chu Đang Tung 朱當漎 1473–1505 Lỗ Hoài vương 魯懷王                    | Chu Đang Tung 朱當漎 1473–1505 Lỗ Hoài vương 魯懷王                    | Chu Đang Tung 朱當漎 1473–1505 Lỗ Hoài vương 魯懷王                    | Chu Đang Tung 朱當漎 1473–1505 Lỗ Hoài vương 魯懷王                    | Chu Đang Tung 朱當漎 1473–1505 Lỗ Hoài vương 魯懷王                    | Chu Đang Tung 朱當漎 1473–1505 Lỗ Hoài vương 魯懷王                    |                                                                        |                                                                        |                                                                        |                                                                        |                                                                        |                                                                        |                                                                        |                                                                        |                                                    |                                                    | Chu Vũ Ôn 朱宇溫 mất. 1560 Đường Kính vương 唐敬王 | Chu Vũ Ôn 朱宇溫 mất. 1560 Đường Kính vương 唐敬王 | Chu Vũ Ôn 朱宇溫 mất. 1560 Đường Kính vương 唐敬王 | Chu Vũ Ôn 朱宇溫 mất. 1560 Đường Kính vương 唐敬王 | Chu Vũ Ôn 朱宇溫 mất. 1560 Đường Kính vương 唐敬王 | Chu Vũ Ôn 朱宇溫 mất. 1560 Đường Kính vương 唐敬王 | | | | | | |                                                       |                                                       |                                                       |                                                       |                                                       |                                                       |                                                 |                                                 |                                                 |                                                 |                                                 |                                                 |  |  |  |  |  |  |  |  |  |  |  |  |  |  |  |  |
|   |   |   |   |   |   |                                                                         |                                                                         |                                                                         |                                                                         |                                                                         |                                                                         |   |   | | | | | | |                                                                          |                                                                          |                                                                         |                                                                         |                                                                             |                                                                             |                                                                             |                                                                             |                                                                             |                                                                             |                                                          |                                                          |                                                                          |                                                                          |                                                                          |                                                                          |                                                                          |                                                                          |  |  |                                                         |                                                         |                                                         |                                                         |                                                         |                                                         |                                                    |                                                    |                                                    |                                                    |                                                    |                                                    |                                                 |                                                 |                                                        |                                                        |                                                                        |                                                                        |                                                                        |                                                                        |                                                                        |                                                                        |                                                                        |                                                                        |                                                                        |                                                                        |                                                                        |                                                                        |                                                                        |                                                                        |                                                    |                                                    |                                                    |                                                    |                                                    |                                                    |                                                    |                                                    | | | | | | |                                                       |                                                       |                                                       |                                                       |                                                       |                                                       |                                                 |                                                 |                                                 |                                                 |                                                 |                                                 |  |  |  |  |  |  |  |  |  |  |  |  |  |  |  |  |
|   |   |   |   |   |   |                                                                         |                                                                         | 3                                                                       | 3                                                                       | 3                                                                       | 3                                                                       | 3 | 3 | | | 4 | 4 | 4 | 4 | 4                                                                        | 4                                                                        |                                                                         |                                                                         |                                                                             |                                                                             |                                                                             |                                                                             |                                                                             |                                                                             |                                                          |                                                          |                                                                          |                                                                          |                                                                          |                                                                          |                                                                          |                                                                          |  |  |                                                         |                                                         |                                                         |                                                         |                                                         |                                                         |                                                    |                                                    | 1                                                  | 1                                                  | 1                                                  | 1                                                  | 1                                               | 1                                               |                                                        |                                                        |                                                                        |                                                                        |                                                                        |                                                                        |                                                                        |                                                                        |                                                                        |                                                                        |                                                                        |                                                                        |                                                                        |                                                                        |                                                                        |                                                                        |                                                    |                                                    |                                                    |                                                    |                                                    |                                                    |                                                    |                                                    | | | | | | |                                                       |                                                       |                                                       |                                                       |                                                       |                                                       |                                                 |                                                 |                                                 |                                                 |                                                 |                                                 |  |  |  |  |  |  |  |  |  |  |  |  |  |  |  |  |
|   |   |   |   |   |   |                                                                         |                                                                         | 3                                                                       | 3                                                                       | 3                                                                       | 3                                                                       | 3 | 3 | Chu Hựu Đường 朱祐樘 1470–1505 Hiếu Tông 孝宗 Hoằng Trị 弘治 trị.1487–1505                               | Chu Hựu Đường 朱祐樘 1470–1505 Hiếu Tông 孝宗 Hoằng Trị 弘治 trị.1487–1505                               | Chu Hựu Đường 朱祐樘 1470–1505 Hiếu Tông 孝宗 Hoằng Trị 弘治 trị.1487–1505                               | Chu Hựu Đường 朱祐樘 1470–1505 Hiếu Tông 孝宗 Hoằng Trị 弘治 trị.1487–1505                               | Chu Hựu Đường 朱祐樘 1470–1505 Hiếu Tông 孝宗 Hoằng Trị 弘治 trị.1487–1505                               | Chu Hựu Đường 朱祐樘 1470–1505 Hiếu Tông 孝宗 Hoằng Trị 弘治 trị.1487–1505                               | 4                                                                        | 4                                                                        |                                                                         |                                                                         | Chu Hựu Nguyên 朱祐杬 1476–1519 Duệ Tông 睿宗                               | Chu Hựu Nguyên 朱祐杬 1476–1519 Duệ Tông 睿宗                               | Chu Hựu Nguyên 朱祐杬 1476–1519 Duệ Tông 睿宗                               | Chu Hựu Nguyên 朱祐杬 1476–1519 Duệ Tông 睿宗                               | Chu Hựu Nguyên 朱祐杬 1476–1519 Duệ Tông 睿宗                               | Chu Hựu Nguyên 朱祐杬 1476–1519 Duệ Tông 睿宗                               |                                                          |                                                          |                                                                          |                                                                          |                                                                          |                                                                          |                                                                          |                                                                          |  |  |                                                         |                                                         |                                                         |                                                         |                                                         |                                                         |                                                    |                                                    | 1                                                  | 1                                                  | 1                                                  | 1                                                  | 1                                               | 1                                               | Chu Hựu Quỹ 朱祐楑 1500–1537 Hoài Trang vương 淮莊王   | Chu Hựu Quỹ 朱祐楑 1500–1537 Hoài Trang vương 淮莊王   | Chu Hựu Quỹ 朱祐楑 1500–1537 Hoài Trang vương 淮莊王                   | Chu Hựu Quỹ 朱祐楑 1500–1537 Hoài Trang vương 淮莊王                   | Chu Hựu Quỹ 朱祐楑 1500–1537 Hoài Trang vương 淮莊王                   | Chu Hựu Quỹ 朱祐楑 1500–1537 Hoài Trang vương 淮莊王                   |                                                                        |                                                                        | Chu Kiện Dực 朱健杙 1494–1520 Lỗ Điệu vương 魯悼王                     | Chu Kiện Dực 朱健杙 1494–1520 Lỗ Điệu vương 魯悼王                     | Chu Kiện Dực 朱健杙 1494–1520 Lỗ Điệu vương 魯悼王                     | Chu Kiện Dực 朱健杙 1494–1520 Lỗ Điệu vương 魯悼王                     | Chu Kiện Dực 朱健杙 1494–1520 Lỗ Điệu vương 魯悼王                     | Chu Kiện Dực 朱健杙 1494–1520 Lỗ Điệu vương 魯悼王                     |                                                                        |                                                                        |                                                    |                                                    |                                                    |                                                    |                                                    |                                                    |                                                    |                                                    | Chu Trụ Vĩnh 朱宙栐 mất.1564 Đường Thuận vương 唐順王                                                 | Chu Trụ Vĩnh 朱宙栐 mất.1564 Đường Thuận vương 唐順王                                                 | Chu Trụ Vĩnh 朱宙栐 mất.1564 Đường Thuận vương 唐順王                                                 | Chu Trụ Vĩnh 朱宙栐 mất.1564 Đường Thuận vương 唐順王                                                 | Chu Trụ Vĩnh 朱宙栐 mất.1564 Đường Thuận vương 唐順王                                                 | Chu Trụ Vĩnh 朱宙栐 mất.1564 Đường Thuận vương 唐順王                                                 |                                                       |                                                       |                                                       |                                                       |                                                       |                                                       |                                                 |                                                 |                                                 |                                                 |                                                 |                                                 |  |  |  |  |  |  |  |  |  |  |  |  |  |  |  |  |
|   |   |   |   |   |   |                                                                         |                                                                         |                                                                         |                                                                         |                                                                         |                                                                         |   |   | Chu Hựu Đường 朱祐樘 1470–1505 Hiếu Tông 孝宗 Hoằng Trị 弘治 trị.1487–1505                               | Chu Hựu Đường 朱祐樘 1470–1505 Hiếu Tông 孝宗 Hoằng Trị 弘治 trị.1487–1505                               | Chu Hựu Đường 朱祐樘 1470–1505 Hiếu Tông 孝宗 Hoằng Trị 弘治 trị.1487–1505                               | Chu Hựu Đường 朱祐樘 1470–1505 Hiếu Tông 孝宗 Hoằng Trị 弘治 trị.1487–1505                               | Chu Hựu Đường 朱祐樘 1470–1505 Hiếu Tông 孝宗 Hoằng Trị 弘治 trị.1487–1505                               | Chu Hựu Đường 朱祐樘 1470–1505 Hiếu Tông 孝宗 Hoằng Trị 弘治 trị.1487–1505                               |                                                                          |                                                                          |                                                                         |                                                                         | Chu Hựu Nguyên 朱祐杬 1476–1519 Duệ Tông 睿宗                               | Chu Hựu Nguyên 朱祐杬 1476–1519 Duệ Tông 睿宗                               | Chu Hựu Nguyên 朱祐杬 1476–1519 Duệ Tông 睿宗                               | Chu Hựu Nguyên 朱祐杬 1476–1519 Duệ Tông 睿宗                               | Chu Hựu Nguyên 朱祐杬 1476–1519 Duệ Tông 睿宗                               | Chu Hựu Nguyên 朱祐杬 1476–1519 Duệ Tông 睿宗                               |                                                          |                                                          |                                                                          |                                                                          |                                                                          |                                                                          |                                                                          |                                                                          |  |  |                                                         |                                                         |                                                         |                                                         |                                                         |                                                         |                                                    |                                                    |                                                    |                                                    |                                                    |                                                    |                                                 |                                                 | Chu Hựu Quỹ 朱祐楑 1500–1537 Hoài Trang vương 淮莊王   | Chu Hựu Quỹ 朱祐楑 1500–1537 Hoài Trang vương 淮莊王   | Chu Hựu Quỹ 朱祐楑 1500–1537 Hoài Trang vương 淮莊王                   | Chu Hựu Quỹ 朱祐楑 1500–1537 Hoài Trang vương 淮莊王                   | Chu Hựu Quỹ 朱祐楑 1500–1537 Hoài Trang vương 淮莊王                   | Chu Hựu Quỹ 朱祐楑 1500–1537 Hoài Trang vương 淮莊王                   |                                                                        |                                                                        | Chu Kiện Dực 朱健杙 1494–1520 Lỗ Điệu vương 魯悼王                     | Chu Kiện Dực 朱健杙 1494–1520 Lỗ Điệu vương 魯悼王                     | Chu Kiện Dực 朱健杙 1494–1520 Lỗ Điệu vương 魯悼王                     | Chu Kiện Dực 朱健杙 1494–1520 Lỗ Điệu vương 魯悼王                     | Chu Kiện Dực 朱健杙 1494–1520 Lỗ Điệu vương 魯悼王                     | Chu Kiện Dực 朱健杙 1494–1520 Lỗ Điệu vương 魯悼王                     |                                                                        |                                                                        |                                                    |                                                    |                                                    |                                                    |                                                    |                                                    |                                                    |                                                    | Chu Trụ Vĩnh 朱宙栐 mất.1564 Đường Thuận vương 唐順王                                                 | Chu Trụ Vĩnh 朱宙栐 mất.1564 Đường Thuận vương 唐順王                                                 | Chu Trụ Vĩnh 朱宙栐 mất.1564 Đường Thuận vương 唐順王                                                 | Chu Trụ Vĩnh 朱宙栐 mất.1564 Đường Thuận vương 唐順王                                                 | Chu Trụ Vĩnh 朱宙栐 mất.1564 Đường Thuận vương 唐順王                                                 | Chu Trụ Vĩnh 朱宙栐 mất.1564 Đường Thuận vương 唐順王                                                 |                                                       |                                                       |                                                       |                                                       |                                                       |                                                       |                                                 |                                                 |                                                 |                                                 |                                                 |                                                 |  |  |  |  |  |  |  |  |  |  |  |  |  |  |  |  |
|   |   |   |   |   |   |                                                                         |                                                                         | 1                                                                       | 1                                                                       | 1                                                                       | 1                                                                       | 1 | 1 | | | 2 | 2 | 2 | 2 | 2                                                                        | 2                                                                        |                                                                         |                                                                         |                                                                             |                                                                             |                                                                             |                                                                             |                                                                             |                                                                             |                                                          |                                                          |                                                                          |                                                                          |                                                                          |                                                                          |                                                                          |                                                                          |  |  |                                                         |                                                         |                                                         |                                                         |                                                         |                                                         |                                                    |                                                    | 1                                                  | 1                                                  | 1                                                  | 1                                                  | 1                                               | 1                                               |                                                        |                                                        |                                                                        |                                                                        |                                                                        |                                                                        |                                                                        |                                                                        |                                                                        |                                                                        |                                                                        |                                                                        |                                                                        |                                                                        |                                                                        |                                                                        |                                                    |                                                    |                                                    |                                                    |                                                    |                                                    |                                                    |                                                    | | | | | | |                                                       |                                                       |                                                       |                                                       |                                                       |                                                       |                                                 |                                                 |                                                 |                                                 |                                                 |                                                 |  |  |  |  |  |  |  |  |  |  |  |  |  |  |  |  |
|   |   |   |   |   |   |                                                                         |                                                                         | 1                                                                       | 1                                                                       | 1                                                                       | 1                                                                       | 1 | 1 | Chu Hậu Chiếu 朱厚照 1491–1521 Vũ Tông 武宗 Chính Đức 正德 trị.1505–1521                                 | Chu Hậu Chiếu 朱厚照 1491–1521 Vũ Tông 武宗 Chính Đức 正德 trị.1505–1521                                 | Chu Hậu Chiếu 朱厚照 1491–1521 Vũ Tông 武宗 Chính Đức 正德 trị.1505–1521                                 | Chu Hậu Chiếu 朱厚照 1491–1521 Vũ Tông 武宗 Chính Đức 正德 trị.1505–1521                                 | Chu Hậu Chiếu 朱厚照 1491–1521 Vũ Tông 武宗 Chính Đức 正德 trị.1505–1521                                 | Chu Hậu Chiếu 朱厚照 1491–1521 Vũ Tông 武宗 Chính Đức 正德 trị.1505–1521                                 | 2                                                                        | 2                                                                        |                                                                         |                                                                         | Chu Hậu Thông 朱厚熜 1507–1567 Thế Tông 世宗 Gia Tĩnh 嘉靖 trị.1521–1567    | Chu Hậu Thông 朱厚熜 1507–1567 Thế Tông 世宗 Gia Tĩnh 嘉靖 trị.1521–1567    | Chu Hậu Thông 朱厚熜 1507–1567 Thế Tông 世宗 Gia Tĩnh 嘉靖 trị.1521–1567    | Chu Hậu Thông 朱厚熜 1507–1567 Thế Tông 世宗 Gia Tĩnh 嘉靖 trị.1521–1567    | Chu Hậu Thông 朱厚熜 1507–1567 Thế Tông 世宗 Gia Tĩnh 嘉靖 trị.1521–1567    | Chu Hậu Thông 朱厚熜 1507–1567 Thế Tông 世宗 Gia Tĩnh 嘉靖 trị.1521–1567    |                                                          |                                                          |                                                                          |                                                                          |                                                                          |                                                                          |                                                                          |                                                                          |  |  |                                                         |                                                         |                                                         |                                                         |                                                         |                                                         |                                                    |                                                    | 1                                                  | 1                                                  | 1                                                  | 1                                                  | 1                                               | 1                                               | Chu Hậu Chú 朱厚燽 1519–1563 Hoài Hiến vương 淮宪王    | Chu Hậu Chú 朱厚燽 1519–1563 Hoài Hiến vương 淮宪王    | Chu Hậu Chú 朱厚燽 1519–1563 Hoài Hiến vương 淮宪王                    | Chu Hậu Chú 朱厚燽 1519–1563 Hoài Hiến vương 淮宪王                    | Chu Hậu Chú 朱厚燽 1519–1563 Hoài Hiến vương 淮宪王                    | Chu Hậu Chú 朱厚燽 1519–1563 Hoài Hiến vương 淮宪王                    |                                                                        |                                                                        | Chu Quan Diễn 朱觀𤊟 1520–1549 Lỗ Đoan vương 魯端王                    | Chu Quan Diễn 朱觀𤊟 1520–1549 Lỗ Đoan vương 魯端王                    | Chu Quan Diễn 朱觀𤊟 1520–1549 Lỗ Đoan vương 魯端王                    | Chu Quan Diễn 朱觀𤊟 1520–1549 Lỗ Đoan vương 魯端王                    | Chu Quan Diễn 朱觀𤊟 1520–1549 Lỗ Đoan vương 魯端王                    | Chu Quan Diễn 朱觀𤊟 1520–1549 Lỗ Đoan vương 魯端王                    |                                                                        |                                                                        |                                                    |                                                    |                                                    |                                                    |                                                    |                                                    |                                                    |                                                    | Chu Thạc Hoàng 朱碩熿 mất. 1632 Đường Đoan vương 唐端王                                               | Chu Thạc Hoàng 朱碩熿 mất. 1632 Đường Đoan vương 唐端王                                               | Chu Thạc Hoàng 朱碩熿 mất. 1632 Đường Đoan vương 唐端王                                               | Chu Thạc Hoàng 朱碩熿 mất. 1632 Đường Đoan vương 唐端王                                               | Chu Thạc Hoàng 朱碩熿 mất. 1632 Đường Đoan vương 唐端王                                               | Chu Thạc Hoàng 朱碩熿 mất. 1632 Đường Đoan vương 唐端王                                               |                                                       |                                                       |                                                       |                                                       |                                                       |                                                       |                                                 |                                                 |                                                 |                                                 |                                                 |                                                 |  |  |  |  |  |  |  |  |  |  |  |  |  |  |  |  |
|   |   |   |   |   |   |                                                                         |                                                                         |                                                                         |                                                                         |                                                                         |                                                                         |   |   | Chu Hậu Chiếu 朱厚照 1491–1521 Vũ Tông 武宗 Chính Đức 正德 trị.1505–1521                                 | Chu Hậu Chiếu 朱厚照 1491–1521 Vũ Tông 武宗 Chính Đức 正德 trị.1505–1521                                 | Chu Hậu Chiếu 朱厚照 1491–1521 Vũ Tông 武宗 Chính Đức 正德 trị.1505–1521                                 | Chu Hậu Chiếu 朱厚照 1491–1521 Vũ Tông 武宗 Chính Đức 正德 trị.1505–1521                                 | Chu Hậu Chiếu 朱厚照 1491–1521 Vũ Tông 武宗 Chính Đức 正德 trị.1505–1521                                 | Chu Hậu Chiếu 朱厚照 1491–1521 Vũ Tông 武宗 Chính Đức 正德 trị.1505–1521                                 |                                                                          |                                                                          |                                                                         |                                                                         | Chu Hậu Thông 朱厚熜 1507–1567 Thế Tông 世宗 Gia Tĩnh 嘉靖 trị.1521–1567    | Chu Hậu Thông 朱厚熜 1507–1567 Thế Tông 世宗 Gia Tĩnh 嘉靖 trị.1521–1567    | Chu Hậu Thông 朱厚熜 1507–1567 Thế Tông 世宗 Gia Tĩnh 嘉靖 trị.1521–1567    | Chu Hậu Thông 朱厚熜 1507–1567 Thế Tông 世宗 Gia Tĩnh 嘉靖 trị.1521–1567    | Chu Hậu Thông 朱厚熜 1507–1567 Thế Tông 世宗 Gia Tĩnh 嘉靖 trị.1521–1567    | Chu Hậu Thông 朱厚熜 1507–1567 Thế Tông 世宗 Gia Tĩnh 嘉靖 trị.1521–1567    |                                                          |                                                          |                                                                          |                                                                          |                                                                          |                                                                          |                                                                          |                                                                          |  |  |                                                         |                                                         |                                                         |                                                         |                                                         |                                                         |                                                    |                                                    |                                                    |                                                    |                                                    |                                                    |                                                 |                                                 | Chu Hậu Chú 朱厚燽 1519–1563 Hoài Hiến vương 淮宪王    | Chu Hậu Chú 朱厚燽 1519–1563 Hoài Hiến vương 淮宪王    | Chu Hậu Chú 朱厚燽 1519–1563 Hoài Hiến vương 淮宪王                    | Chu Hậu Chú 朱厚燽 1519–1563 Hoài Hiến vương 淮宪王                    | Chu Hậu Chú 朱厚燽 1519–1563 Hoài Hiến vương 淮宪王                    | Chu Hậu Chú 朱厚燽 1519–1563 Hoài Hiến vương 淮宪王                    |                                                                        |                                                                        | Chu Quan Diễn 朱觀𤊟 1520–1549 Lỗ Đoan vương 魯端王                    | Chu Quan Diễn 朱觀𤊟 1520–1549 Lỗ Đoan vương 魯端王                    | Chu Quan Diễn 朱觀𤊟 1520–1549 Lỗ Đoan vương 魯端王                    | Chu Quan Diễn 朱觀𤊟 1520–1549 Lỗ Đoan vương 魯端王                    | Chu Quan Diễn 朱觀𤊟 1520–1549 Lỗ Đoan vương 魯端王                    | Chu Quan Diễn 朱觀𤊟 1520–1549 Lỗ Đoan vương 魯端王                    |                                                                        |                                                                        |                                                    |                                                    |                                                    |                                                    |                                                    |                                                    |                                                    |                                                    | Chu Thạc Hoàng 朱碩熿 mất. 1632 Đường Đoan vương 唐端王                                               | Chu Thạc Hoàng 朱碩熿 mất. 1632 Đường Đoan vương 唐端王                                               | Chu Thạc Hoàng 朱碩熿 mất. 1632 Đường Đoan vương 唐端王                                               | Chu Thạc Hoàng 朱碩熿 mất. 1632 Đường Đoan vương 唐端王                                               | Chu Thạc Hoàng 朱碩熿 mất. 1632 Đường Đoan vương 唐端王                                               | Chu Thạc Hoàng 朱碩熿 mất. 1632 Đường Đoan vương 唐端王                                               |                                                       |                                                       |                                                       |                                                       |                                                       |                                                       |                                                 |                                                 |                                                 |                                                 |                                                 |                                                 |  |  |  |  |  |  |  |  |  |  |  |  |  |  |  |  |
|   |   |   |   |   |   |                                                                         |                                                                         |                                                                         |                                                                         |                                                                         |                                                                         |   |   | | | 3 | 3 | 3 | 3 | 3                                                                        | 3                                                                        |                                                                         |                                                                         |                                                                             |                                                                             |                                                                             |                                                                             |                                                                             |                                                                             |                                                          |                                                          |                                                                          |                                                                          |                                                                          |                                                                          |                                                                          |                                                                          |  |  |                                                         |                                                         |                                                         |                                                         |                                                         |                                                         |                                                    |                                                    | 1                                                  | 1                                                  | 1                                                  | 1                                                  | 1                                               | 1                                               |                                                        |                                                        |                                                                        |                                                                        |                                                                        |                                                                        |                                                                        |                                                                        |                                                                        |                                                                        |                                                                        |                                                                        |                                                                        |                                                                        |                                                                        |                                                                        |                                                    |                                                    |                                                    |                                                    |                                                    |                                                    |                                                    |                                                    | | | | | | |                                                       |                                                       |                                                       |                                                       |                                                       |                                                       |                                                 |                                                 |                                                 |                                                 |                                                 |                                                 |  |  |  |  |  |  |  |  |  |  |  |  |  |  |  |  |
|   |   |   |   |   |   |                                                                         |                                                                         |                                                                         |                                                                         |                                                                         |                                                                         |   |   | | | 3 | 3 | 3 | 3 | 3                                                                        | 3                                                                        | Chu Tái Kỵ 朱載坖 1537–1572 Mục Tông 穆宗 Long Khánh 隆慶 trị.1567–1572 | Chu Tái Kỵ 朱載坖 1537–1572 Mục Tông 穆宗 Long Khánh 隆慶 trị.1567–1572 | Chu Tái Kỵ 朱載坖 1537–1572 Mục Tông 穆宗 Long Khánh 隆慶 trị.1567–1572     | Chu Tái Kỵ 朱載坖 1537–1572 Mục Tông 穆宗 Long Khánh 隆慶 trị.1567–1572     | Chu Tái Kỵ 朱載坖 1537–1572 Mục Tông 穆宗 Long Khánh 隆慶 trị.1567–1572     | Chu Tái Kỵ 朱載坖 1537–1572 Mục Tông 穆宗 Long Khánh 隆慶 trị.1567–1572     |                                                                             |                                                                             |                                                          |                                                          |                                                                          |                                                                          |                                                                          |                                                                          |                                                                          |                                                                          |  |  |                                                         |                                                         |                                                         |                                                         |                                                         |                                                         | Chu Tái Kiên 朱载坚 ?–1595 Hoài Thuận vương 淮顺王 | Chu Tái Kiên 朱载坚 ?–1595 Hoài Thuận vương 淮顺王 | Chu Tái Kiên 朱载坚 ?–1595 Hoài Thuận vương 淮顺王 | Chu Tái Kiên 朱载坚 ?–1595 Hoài Thuận vương 淮顺王 | Chu Tái Kiên 朱载坚 ?–1595 Hoài Thuận vương 淮顺王 | Chu Tái Kiên 朱载坚 ?–1595 Hoài Thuận vương 淮顺王 | 1                                               | 1                                               |                                                        |                                                        | Chu Di Thản 朱頤坦 ?–1594 Lỗ Cung vương 魯恭王                         | Chu Di Thản 朱頤坦 ?–1594 Lỗ Cung vương 魯恭王                         | Chu Di Thản 朱頤坦 ?–1594 Lỗ Cung vương 魯恭王                         | Chu Di Thản 朱頤坦 ?–1594 Lỗ Cung vương 魯恭王                         | Chu Di Thản 朱頤坦 ?–1594 Lỗ Cung vương 魯恭王                         | Chu Di Thản 朱頤坦 ?–1594 Lỗ Cung vương 魯恭王                         |                                                                        |                                                                        |                                                                        |                                                                        |                                                                        |                                                                        |                                                                        |                                                                        |                                                    |                                                    | Chu Khí Thịnh 朱器墭 Đường Dụ vương 唐裕王         | Chu Khí Thịnh 朱器墭 Đường Dụ vương 唐裕王         | Chu Khí Thịnh 朱器墭 Đường Dụ vương 唐裕王         | Chu Khí Thịnh 朱器墭 Đường Dụ vương 唐裕王         | Chu Khí Thịnh 朱器墭 Đường Dụ vương 唐裕王         | Chu Khí Thịnh 朱器墭 Đường Dụ vương 唐裕王         | | | | | | |                                                       |                                                       |                                                       |                                                       |                                                       |                                                       |                                                 |                                                 |                                                 |                                                 |                                                 |                                                 |  |  |  |  |  |  |  |  |  |  |  |  |  |  |  |  |
|   |   |   |   |   |   |                                                                         |                                                                         |                                                                         |                                                                         |                                                                         |                                                                         |   |   | | | | | | |                                                                          |                                                                          | Chu Tái Kỵ 朱載坖 1537–1572 Mục Tông 穆宗 Long Khánh 隆慶 trị.1567–1572 | Chu Tái Kỵ 朱載坖 1537–1572 Mục Tông 穆宗 Long Khánh 隆慶 trị.1567–1572 | Chu Tái Kỵ 朱載坖 1537–1572 Mục Tông 穆宗 Long Khánh 隆慶 trị.1567–1572     | Chu Tái Kỵ 朱載坖 1537–1572 Mục Tông 穆宗 Long Khánh 隆慶 trị.1567–1572     | Chu Tái Kỵ 朱載坖 1537–1572 Mục Tông 穆宗 Long Khánh 隆慶 trị.1567–1572     | Chu Tái Kỵ 朱載坖 1537–1572 Mục Tông 穆宗 Long Khánh 隆慶 trị.1567–1572     |                                                                             |                                                                             |                                                          |                                                          |                                                                          |                                                                          |                                                                          |                                                                          |                                                                          |                                                                          |  |  |                                                         |                                                         |                                                         |                                                         |                                                         |                                                         | Chu Tái Kiên 朱载坚 ?–1595 Hoài Thuận vương 淮顺王 | Chu Tái Kiên 朱载坚 ?–1595 Hoài Thuận vương 淮顺王 | Chu Tái Kiên 朱载坚 ?–1595 Hoài Thuận vương 淮顺王 | Chu Tái Kiên 朱载坚 ?–1595 Hoài Thuận vương 淮顺王 | Chu Tái Kiên 朱载坚 ?–1595 Hoài Thuận vương 淮顺王 | Chu Tái Kiên 朱载坚 ?–1595 Hoài Thuận vương 淮顺王 |                                                 |                                                 |                                                        |                                                        | Chu Di Thản 朱頤坦 ?–1594 Lỗ Cung vương 魯恭王                         | Chu Di Thản 朱頤坦 ?–1594 Lỗ Cung vương 魯恭王                         | Chu Di Thản 朱頤坦 ?–1594 Lỗ Cung vương 魯恭王                         | Chu Di Thản 朱頤坦 ?–1594 Lỗ Cung vương 魯恭王                         | Chu Di Thản 朱頤坦 ?–1594 Lỗ Cung vương 魯恭王                         | Chu Di Thản 朱頤坦 ?–1594 Lỗ Cung vương 魯恭王                         |                                                                        |                                                                        |                                                                        |                                                                        |                                                                        |                                                                        |                                                                        |                                                                        |                                                    |                                                    | Chu Khí Thịnh 朱器墭 Đường Dụ vương 唐裕王         | Chu Khí Thịnh 朱器墭 Đường Dụ vương 唐裕王         | Chu Khí Thịnh 朱器墭 Đường Dụ vương 唐裕王         | Chu Khí Thịnh 朱器墭 Đường Dụ vương 唐裕王         | Chu Khí Thịnh 朱器墭 Đường Dụ vương 唐裕王         | Chu Khí Thịnh 朱器墭 Đường Dụ vương 唐裕王         | | | | | | |                                                       |                                                       |                                                       |                                                       |                                                       |                                                       |                                                 |                                                 |                                                 |                                                 |                                                 |                                                 |  |  |  |  |  |  |  |  |  |  |  |  |  |  |  |  |
|   |   |   |   |   |   |                                                                         |                                                                         |                                                                         |                                                                         |                                                                         |                                                                         |   |   | | | | | | |                                                                          |                                                                          |                                                                         |                                                                         |                                                                             |                                                                             |                                                                             |                                                                             |                                                                             |                                                                             |                                                          |                                                          |                                                                          |                                                                          |                                                                          |                                                                          |                                                                          |                                                                          |  |  |                                                         |                                                         |                                                         |                                                         |                                                         |                                                         |                                                    |                                                    |                                                    |                                                    |                                                    |                                                    |                                                 |                                                 |                                                        |                                                        |                                                                        |                                                                        |                                                                        |                                                                        |                                                                        |                                                                        |                                                                        |                                                                        |                                                                        |                                                                        |                                                                        |                                                                        |                                                                        |                                                                        |                                                    |                                                    |                                                    |                                                    |                                                    |                                                    |                                                    |                                                    | | | | | | |                                                       |                                                       |                                                       |                                                       |                                                       |                                                       |                                                 |                                                 |                                                 |                                                 |                                                 |                                                 |  |  |  |  |  |  |  |  |  |  |  |  |  |  |  |  |
|   |   |   |   |   |   |                                                                         |                                                                         |                                                                         |                                                                         |                                                                         |                                                                         |   |   | | | 3 | 3 | 3 | 3 | 3                                                                        | 3                                                                        |                                                                         |                                                                         |                                                                             |                                                                             |                                                                             |                                                                             |                                                                             |                                                                             |                                                          |                                                          | 4                                                                        | 4                                                                        | 4                                                                        | 4                                                                        | 4                                                                        | 4                                                                        |  |  |                                                         |                                                         |                                                         |                                                         |                                                         |                                                         |                                                    |                                                    | 9                                                  | 9                                                  | 9                                                  | 9                                                  | 9                                               | 9                                               |                                                        |                                                        |                                                                        |                                                                        |                                                                        |                                                                        |                                                                        |                                                                        |                                                                        |                                                                        |                                                                        |                                                                        |                                                                        |                                                                        |                                                                        |                                                                        |                                                    |                                                    |                                                    |                                                    |                                                    |                                                    |                                                    |                                                    | | | | | | |                                                       |                                                       |                                                       |                                                       |                                                       |                                                       |                                                 |                                                 |                                                 |                                                 |                                                 |                                                 |  |  |  |  |  |  |  |  |  |  |  |  |  |  |  |  |
|   |   |   |   |   |   |                                                                         |                                                                         |                                                                         |                                                                         |                                                                         |                                                                         |   |   | | | 3 | 3 | 3 | 3 | 3                                                                        | 3                                                                        |                                                                         |                                                                         |                                                                             |                                                                             |                                                                             |                                                                             |                                                                             |                                                                             |                                                          |                                                          | 4                                                                        | 4                                                                        | 4                                                                        | 4                                                                        | 4                                                                        | 4                                                                        |  |  |                                                         |                                                         |                                                         |                                                         |                                                         |                                                         |                                                    |                                                    | 9                                                  | 9                                                  | 9                                                  | 9                                                  | 9                                               | 9                                               |                                                        |                                                        |                                                                        |                                                                        |                                                                        |                                                                        |                                                                        |                                                                        |                                                                        |                                                                        |                                                                        |                                                                        |                                                                        |                                                                        |                                                                        |                                                                        |                                                    |                                                    |                                                    |                                                    |                                                    |                                                    |                                                    |                                                    | | | | | | |                                                       |                                                       |                                                       |                                                       |                                                       |                                                       |                                                 |                                                 |                                                 |                                                 |                                                 |                                                 |  |  |  |  |  |  |  |  |  |  |  |  |  |  |  |  |
|   |   |   |   |   |   |                                                                         |                                                                         |                                                                         |                                                                         |                                                                         |                                                                         |   |   | | | Chu Dực Quân 朱翊鈞 1563–1620 Thần Tông 神宗 Vạn Lịch 萬曆 trị.1572–1620                                 | Chu Dực Quân 朱翊鈞 1563–1620 Thần Tông 神宗 Vạn Lịch 萬曆 trị.1572–1620                                 | Chu Dực Quân 朱翊鈞 1563–1620 Thần Tông 神宗 Vạn Lịch 萬曆 trị.1572–1620                                 | Chu Dực Quân 朱翊鈞 1563–1620 Thần Tông 神宗 Vạn Lịch 萬曆 trị.1572–1620                                 | Chu Dực Quân 朱翊鈞 1563–1620 Thần Tông 神宗 Vạn Lịch 萬曆 trị.1572–1620 | Chu Dực Quân 朱翊鈞 1563–1620 Thần Tông 神宗 Vạn Lịch 萬曆 trị.1572–1620 |                                                                         |                                                                         |                                                                             |                                                                             |                                                                             |                                                                             |                                                                             |                                                                             |                                                          |                                                          | Chu Dực Lưu 朱翊镠 1568–1614 Giản Lộ vương                               | Chu Dực Lưu 朱翊镠 1568–1614 Giản Lộ vương                               | Chu Dực Lưu 朱翊镠 1568–1614 Giản Lộ vương                               | Chu Dực Lưu 朱翊镠 1568–1614 Giản Lộ vương                               | Chu Dực Lưu 朱翊镠 1568–1614 Giản Lộ vương                               | Chu Dực Lưu 朱翊镠 1568–1614 Giản Lộ vương                               |  |  | Chu Dực Cự 朱翊鉅 ?–1616 Hoài vương 淮王                | Chu Dực Cự 朱翊鉅 ?–1616 Hoài vương 淮王                | Chu Dực Cự 朱翊鉅 ?–1616 Hoài vương 淮王                | Chu Dực Cự 朱翊鉅 ?–1616 Hoài vương 淮王                | Chu Dực Cự 朱翊鉅 ?–1616 Hoài vương 淮王                | Chu Dực Cự 朱翊鉅 ?–1616 Hoài vương 淮王                |                                                    |                                                    | Chu Thọ Dong 朱壽鏞 ?–1639 Lỗ Thúc vương 魯肅王    | Chu Thọ Dong 朱壽鏞 ?–1639 Lỗ Thúc vương 魯肅王    | Chu Thọ Dong 朱壽鏞 ?–1639 Lỗ Thúc vương 魯肅王    | Chu Thọ Dong 朱壽鏞 ?–1639 Lỗ Thúc vương 魯肅王    | Chu Thọ Dong 朱壽鏞 ?–1639 Lỗ Thúc vương 魯肅王 | Chu Thọ Dong 朱壽鏞 ?–1639 Lỗ Thúc vương 魯肅王 |                                                        |                                                        | Chu Duật Kiện 朱聿鍵 1602–1646 Đường vương 唐王 Long Vũ 隆武 1645–1646 | Chu Duật Kiện 朱聿鍵 1602–1646 Đường vương 唐王 Long Vũ 隆武 1645–1646 | Chu Duật Kiện 朱聿鍵 1602–1646 Đường vương 唐王 Long Vũ 隆武 1645–1646 | Chu Duật Kiện 朱聿鍵 1602–1646 Đường vương 唐王 Long Vũ 隆武 1645–1646 | Chu Duật Kiện 朱聿鍵 1602–1646 Đường vương 唐王 Long Vũ 隆武 1645–1646 | Chu Duật Kiện 朱聿鍵 1602–1646 Đường vương 唐王 Long Vũ 隆武 1645–1646 |                                                                        |                                                                        | Chu Duật Việt 朱聿𨮁 1605–1646 Đường vương 唐王 Thiệu Vũ 紹武 trị.1646 | Chu Duật Việt 朱聿𨮁 1605–1646 Đường vương 唐王 Thiệu Vũ 紹武 trị.1646 | Chu Duật Việt 朱聿𨮁 1605–1646 Đường vương 唐王 Thiệu Vũ 紹武 trị.1646 | Chu Duật Việt 朱聿𨮁 1605–1646 Đường vương 唐王 Thiệu Vũ 紹武 trị.1646 | Chu Duật Việt 朱聿𨮁 1605–1646 Đường vương 唐王 Thiệu Vũ 紹武 trị.1646 | Chu Duật Việt 朱聿𨮁 1605–1646 Đường vương 唐王 Thiệu Vũ 紹武 trị.1646 |                                                    |                                                    |                                                    |                                                    |                                                    |                                                    |                                                    |                                                    | | | | | | |                                                       |                                                       |                                                       |                                                       |                                                       |                                                       |                                                 |                                                 |                                                 |                                                 |                                                 |                                                 |  |  |  |  |  |  |  |  |  |  |  |  |  |  |  |  |
|   |   |   |   |   |   |                                                                         |                                                                         |                                                                         |                                                                         |                                                                         |                                                                         |   |   | | | Chu Dực Quân 朱翊鈞 1563–1620 Thần Tông 神宗 Vạn Lịch 萬曆 trị.1572–1620                                 | Chu Dực Quân 朱翊鈞 1563–1620 Thần Tông 神宗 Vạn Lịch 萬曆 trị.1572–1620                                 | Chu Dực Quân 朱翊鈞 1563–1620 Thần Tông 神宗 Vạn Lịch 萬曆 trị.1572–1620                                 | Chu Dực Quân 朱翊鈞 1563–1620 Thần Tông 神宗 Vạn Lịch 萬曆 trị.1572–1620                                 | Chu Dực Quân 朱翊鈞 1563–1620 Thần Tông 神宗 Vạn Lịch 萬曆 trị.1572–1620 | Chu Dực Quân 朱翊鈞 1563–1620 Thần Tông 神宗 Vạn Lịch 萬曆 trị.1572–1620 |                                                                         |                                                                         |                                                                             |                                                                             |                                                                             |                                                                             |                                                                             |                                                                             |                                                          |                                                          | Chu Dực Lưu 朱翊镠 1568–1614 Giản Lộ vương                               | Chu Dực Lưu 朱翊镠 1568–1614 Giản Lộ vương                               | Chu Dực Lưu 朱翊镠 1568–1614 Giản Lộ vương                               | Chu Dực Lưu 朱翊镠 1568–1614 Giản Lộ vương                               | Chu Dực Lưu 朱翊镠 1568–1614 Giản Lộ vương                               | Chu Dực Lưu 朱翊镠 1568–1614 Giản Lộ vương                               |  |  | Chu Dực Cự 朱翊鉅 ?–1616 Hoài vương 淮王                | Chu Dực Cự 朱翊鉅 ?–1616 Hoài vương 淮王                | Chu Dực Cự 朱翊鉅 ?–1616 Hoài vương 淮王                | Chu Dực Cự 朱翊鉅 ?–1616 Hoài vương 淮王                | Chu Dực Cự 朱翊鉅 ?–1616 Hoài vương 淮王                | Chu Dực Cự 朱翊鉅 ?–1616 Hoài vương 淮王                |                                                    |                                                    | Chu Thọ Dong 朱壽鏞 ?–1639 Lỗ Thúc vương 魯肅王    | Chu Thọ Dong 朱壽鏞 ?–1639 Lỗ Thúc vương 魯肅王    | Chu Thọ Dong 朱壽鏞 ?–1639 Lỗ Thúc vương 魯肅王    | Chu Thọ Dong 朱壽鏞 ?–1639 Lỗ Thúc vương 魯肅王    | Chu Thọ Dong 朱壽鏞 ?–1639 Lỗ Thúc vương 魯肅王 | Chu Thọ Dong 朱壽鏞 ?–1639 Lỗ Thúc vương 魯肅王 |                                                        |                                                        | Chu Duật Kiện 朱聿鍵 1602–1646 Đường vương 唐王 Long Vũ 隆武 1645–1646 | Chu Duật Kiện 朱聿鍵 1602–1646 Đường vương 唐王 Long Vũ 隆武 1645–1646 | Chu Duật Kiện 朱聿鍵 1602–1646 Đường vương 唐王 Long Vũ 隆武 1645–1646 | Chu Duật Kiện 朱聿鍵 1602–1646 Đường vương 唐王 Long Vũ 隆武 1645–1646 | Chu Duật Kiện 朱聿鍵 1602–1646 Đường vương 唐王 Long Vũ 隆武 1645–1646 | Chu Duật Kiện 朱聿鍵 1602–1646 Đường vương 唐王 Long Vũ 隆武 1645–1646 |                                                                        |                                                                        | Chu Duật Việt 朱聿𨮁 1605–1646 Đường vương 唐王 Thiệu Vũ 紹武 trị.1646 | Chu Duật Việt 朱聿𨮁 1605–1646 Đường vương 唐王 Thiệu Vũ 紹武 trị.1646 | Chu Duật Việt 朱聿𨮁 1605–1646 Đường vương 唐王 Thiệu Vũ 紹武 trị.1646 | Chu Duật Việt 朱聿𨮁 1605–1646 Đường vương 唐王 Thiệu Vũ 紹武 trị.1646 | Chu Duật Việt 朱聿𨮁 1605–1646 Đường vương 唐王 Thiệu Vũ 紹武 trị.1646 | Chu Duật Việt 朱聿𨮁 1605–1646 Đường vương 唐王 Thiệu Vũ 紹武 trị.1646 |                                                    |                                                    |                                                    |                                                    |                                                    |                                                    |                                                    |                                                    | | | | | | |                                                       |                                                       |                                                       |                                                       |                                                       |                                                       |                                                 |                                                 |                                                 |                                                 |                                                 |                                                 |  |  |  |  |  |  |  |  |  |  |  |  |  |  |  |  |
|   |   |   |   |   |   |                                                                         |                                                                         |                                                                         |                                                                         |                                                                         |                                                                         |   |   | | | | | | |                                                                          |                                                                          |                                                                         |                                                                         |                                                                             |                                                                             |                                                                             |                                                                             |                                                                             |                                                                             |                                                          |                                                          |                                                                          |                                                                          |                                                                          |                                                                          |                                                                          |                                                                          |  |  |                                                         |                                                         |                                                         |                                                         |                                                         |                                                         |                                                    |                                                    |                                                    |                                                    |                                                    |                                                    |                                                 |                                                 |                                                        |                                                        |                                                                        |                                                                        |                                                                        |                                                                        |                                                                        |                                                                        |                                                                        |                                                                        |                                                                        |                                                                        |                                                                        |                                                                        |                                                                        |                                                                        |                                                    |                                                    |                                                    |                                                    |                                                    |                                                    |                                                    |                                                    | | | | | | |                                                       |                                                       |                                                       |                                                       |                                                       |                                                       |                                                 |                                                 |                                                 |                                                 |                                                 |                                                 |  |  |  |  |  |  |  |  |  |  |  |  |  |  |  |  |
|   |   |   |   |   |   |                                                                         |                                                                         |                                                                         |                                                                         |                                                                         |                                                                         |   |   | | | | | | |                                                                          |                                                                          |                                                                         |                                                                         |                                                                             |                                                                             |                                                                             |                                                                             |                                                                             |                                                                             |                                                          |                                                          |                                                                          |                                                                          |                                                                          |                                                                          |                                                                          |                                                                          |  |  |                                                         |                                                         |                                                         |                                                         |                                                         |                                                         |                                                    |                                                    |                                                    |                                                    |                                                    |                                                    |                                                 |                                                 |                                                        |                                                        |                                                                        |                                                                        |                                                                        |                                                                        |                                                                        |                                                                        |                                                                        |                                                                        |                                                                        |                                                                        |                                                                        |                                                                        |                                                                        |                                                                        |                                                    |                                                    |                                                    |                                                    |                                                    |                                                    |                                                    |                                                    | | | | | | |                                                       |                                                       |                                                       |                                                       |                                                       |                                                       |                                                 |                                                 |                                                 |                                                 |                                                 |                                                 |  |  |  |  |  |  |  |  |  |  |  |  |  |  |  |  |
|   |   |   |   |   |   |                                                                         |                                                                         | 1                                                                       | 1                                                                       | 1                                                                       | 1                                                                       | 1 | 1 | | | 3 | 3 | 3 | 3 | 3                                                                        | 3                                                                        |                                                                         |                                                                         | 7                                                                           | 7                                                                           | 7                                                                           | 7                                                                           | 7                                                                           | 7                                                                           |                                                          |                                                          | 3                                                                        | 3                                                                        | 3                                                                        | 3                                                                        | 3                                                                        | 3                                                                        |  |  |                                                         |                                                         |                                                         |                                                         |                                                         |                                                         |                                                    |                                                    | 5                                                  | 5                                                  | 5                                                  | 5                                                  | 5                                               | 5                                               |                                                        |                                                        |                                                                        |                                                                        |                                                                        |                                                                        |                                                                        |                                                                        |                                                                        |                                                                        |                                                                        |                                                                        |                                                                        |                                                                        |                                                                        |                                                                        |                                                    |                                                    |                                                    |                                                    |                                                    |                                                    |                                                    |                                                    | | | | | | |                                                       |                                                       |                                                       |                                                       |                                                       |                                                       |                                                 |                                                 |                                                 |                                                 |                                                 |                                                 |  |  |  |  |  |  |  |  |  |  |  |  |  |  |  |  |
|   |   |   |   |   |   |                                                                         |                                                                         | 1                                                                       | 1                                                                       | 1                                                                       | 1                                                                       | 1 | 1 | Chu Thường Lạc 朱常洛 1582–1620 Quang Tông 光宗 Thái Xương 泰昌 trị.1620                                 | Chu Thường Lạc 朱常洛 1582–1620 Quang Tông 光宗 Thái Xương 泰昌 trị.1620                                 | Chu Thường Lạc 朱常洛 1582–1620 Quang Tông 光宗 Thái Xương 泰昌 trị.1620                                 | Chu Thường Lạc 朱常洛 1582–1620 Quang Tông 光宗 Thái Xương 泰昌 trị.1620                                 | Chu Thường Lạc 朱常洛 1582–1620 Quang Tông 光宗 Thái Xương 泰昌 trị.1620                                 | Chu Thường Lạc 朱常洛 1582–1620 Quang Tông 光宗 Thái Xương 泰昌 trị.1620                                 | 3                                                                        | 3                                                                        |                                                                         |                                                                         | 7                                                                           | 7                                                                           | 7                                                                           | 7                                                                           | 7                                                                           | 7                                                                           | Chu Thường Tuân 朱常洵 1586–1641 Phúc Trung vương 福忠王 | Chu Thường Tuân 朱常洵 1586–1641 Phúc Trung vương 福忠王 | Chu Thường Tuân 朱常洵 1586–1641 Phúc Trung vương 福忠王                 | Chu Thường Tuân 朱常洵 1586–1641 Phúc Trung vương 福忠王                 | Chu Thường Tuân 朱常洵 1586–1641 Phúc Trung vương 福忠王                 | Chu Thường Tuân 朱常洵 1586–1641 Phúc Trung vương 福忠王                 | 3                                                                        | 3                                                                        |  |  | Chu Thường Doanh 朱常瀛 1597–1645 Quế Đoan vương 桂端王 | Chu Thường Doanh 朱常瀛 1597–1645 Quế Đoan vương 桂端王 | Chu Thường Doanh 朱常瀛 1597–1645 Quế Đoan vương 桂端王 | Chu Thường Doanh 朱常瀛 1597–1645 Quế Đoan vương 桂端王 | Chu Thường Doanh 朱常瀛 1597–1645 Quế Đoan vương 桂端王 | Chu Thường Doanh 朱常瀛 1597–1645 Quế Đoan vương 桂端王 |                                                    |                                                    | 5                                                  | 5                                                  | 5                                                  | 5                                                  | 5                                               | 5                                               | Chu Thường Phương 朱常淓 1608–1646 Lộ vương 潞王       | Chu Thường Phương 朱常淓 1608–1646 Lộ vương 潞王       | Chu Thường Phương 朱常淓 1608–1646 Lộ vương 潞王                       | Chu Thường Phương 朱常淓 1608–1646 Lộ vương 潞王                       | Chu Thường Phương 朱常淓 1608–1646 Lộ vương 潞王                       | Chu Thường Phương 朱常淓 1608–1646 Lộ vương 潞王                       |                                                                        |                                                                        | Chu Thường Thanh 朱常清 mất.1649 Hoài vương Đông Vũ 東武 trị.1648–1649 | Chu Thường Thanh 朱常清 mất.1649 Hoài vương Đông Vũ 東武 trị.1648–1649 | Chu Thường Thanh 朱常清 mất.1649 Hoài vương Đông Vũ 東武 trị.1648–1649 | Chu Thường Thanh 朱常清 mất.1649 Hoài vương Đông Vũ 東武 trị.1648–1649 | Chu Thường Thanh 朱常清 mất.1649 Hoài vương Đông Vũ 東武 trị.1648–1649 | Chu Thường Thanh 朱常清 mất.1649 Hoài vương Đông Vũ 東武 trị.1648–1649 |                                                                        |                                                                        | Chu Dĩ Hải 朱以海 1618–1662 Canh Dần trị.1645–1655 | Chu Dĩ Hải 朱以海 1618–1662 Canh Dần trị.1645–1655 | Chu Dĩ Hải 朱以海 1618–1662 Canh Dần trị.1645–1655 | Chu Dĩ Hải 朱以海 1618–1662 Canh Dần trị.1645–1655 | Chu Dĩ Hải 朱以海 1618–1662 Canh Dần trị.1645–1655 | Chu Dĩ Hải 朱以海 1618–1662 Canh Dần trị.1645–1655 |                                                    |                                                    | Trịnh Thành Công 鄭成功 1624–1662 Quốc Tính Gia 國姓爺 Nhà cai trị Vương quốc Đông Ninh trị.1661–1662 | Trịnh Thành Công 鄭成功 1624–1662 Quốc Tính Gia 國姓爺 Nhà cai trị Vương quốc Đông Ninh trị.1661–1662 | Trịnh Thành Công 鄭成功 1624–1662 Quốc Tính Gia 國姓爺 Nhà cai trị Vương quốc Đông Ninh trị.1661–1662 | Trịnh Thành Công 鄭成功 1624–1662 Quốc Tính Gia 國姓爺 Nhà cai trị Vương quốc Đông Ninh trị.1661–1662 | Trịnh Thành Công 鄭成功 1624–1662 Quốc Tính Gia 國姓爺 Nhà cai trị Vương quốc Đông Ninh trị.1661–1662 | Trịnh Thành Công 鄭成功 1624–1662 Quốc Tính Gia 國姓爺 Nhà cai trị Vương quốc Đông Ninh trị.1661–1662 |                                                       |                                                       |                                                       |                                                       |                                                       |                                                       |                                                 |                                                 |                                                 |                                                 |                                                 |                                                 |  |  |  |  |  |  |  |  |  |  |  |  |  |  |  |  |
|   |   |   |   |   |   |                                                                         |                                                                         |                                                                         |                                                                         |                                                                         |                                                                         |   |   | Chu Thường Lạc 朱常洛 1582–1620 Quang Tông 光宗 Thái Xương 泰昌 trị.1620                                 | Chu Thường Lạc 朱常洛 1582–1620 Quang Tông 光宗 Thái Xương 泰昌 trị.1620                                 | Chu Thường Lạc 朱常洛 1582–1620 Quang Tông 光宗 Thái Xương 泰昌 trị.1620                                 | Chu Thường Lạc 朱常洛 1582–1620 Quang Tông 光宗 Thái Xương 泰昌 trị.1620                                 | Chu Thường Lạc 朱常洛 1582–1620 Quang Tông 光宗 Thái Xương 泰昌 trị.1620                                 | Chu Thường Lạc 朱常洛 1582–1620 Quang Tông 光宗 Thái Xương 泰昌 trị.1620                                 |                                                                          |                                                                          |                                                                         |                                                                         |                                                                             |                                                                             |                                                                             |                                                                             |                                                                             |                                                                             | Chu Thường Tuân 朱常洵 1586–1641 Phúc Trung vương 福忠王 | Chu Thường Tuân 朱常洵 1586–1641 Phúc Trung vương 福忠王 | Chu Thường Tuân 朱常洵 1586–1641 Phúc Trung vương 福忠王                 | Chu Thường Tuân 朱常洵 1586–1641 Phúc Trung vương 福忠王                 | Chu Thường Tuân 朱常洵 1586–1641 Phúc Trung vương 福忠王                 | Chu Thường Tuân 朱常洵 1586–1641 Phúc Trung vương 福忠王                 |                                                                          |                                                                          |  |  | Chu Thường Doanh 朱常瀛 1597–1645 Quế Đoan vương 桂端王 | Chu Thường Doanh 朱常瀛 1597–1645 Quế Đoan vương 桂端王 | Chu Thường Doanh 朱常瀛 1597–1645 Quế Đoan vương 桂端王 | Chu Thường Doanh 朱常瀛 1597–1645 Quế Đoan vương 桂端王 | Chu Thường Doanh 朱常瀛 1597–1645 Quế Đoan vương 桂端王 | Chu Thường Doanh 朱常瀛 1597–1645 Quế Đoan vương 桂端王 |                                                    |                                                    |                                                    |                                                    |                                                    |                                                    |                                                 |                                                 | Chu Thường Phương 朱常淓 1608–1646 Lộ vương 潞王       | Chu Thường Phương 朱常淓 1608–1646 Lộ vương 潞王       | Chu Thường Phương 朱常淓 1608–1646 Lộ vương 潞王                       | Chu Thường Phương 朱常淓 1608–1646 Lộ vương 潞王                       | Chu Thường Phương 朱常淓 1608–1646 Lộ vương 潞王                       | Chu Thường Phương 朱常淓 1608–1646 Lộ vương 潞王                       |                                                                        |                                                                        | Chu Thường Thanh 朱常清 mất.1649 Hoài vương Đông Vũ 東武 trị.1648–1649 | Chu Thường Thanh 朱常清 mất.1649 Hoài vương Đông Vũ 東武 trị.1648–1649 | Chu Thường Thanh 朱常清 mất.1649 Hoài vương Đông Vũ 東武 trị.1648–1649 | Chu Thường Thanh 朱常清 mất.1649 Hoài vương Đông Vũ 東武 trị.1648–1649 | Chu Thường Thanh 朱常清 mất.1649 Hoài vương Đông Vũ 東武 trị.1648–1649 | Chu Thường Thanh 朱常清 mất.1649 Hoài vương Đông Vũ 東武 trị.1648–1649 |                                                                        |                                                                        | Chu Dĩ Hải 朱以海 1618–1662 Canh Dần trị.1645–1655 | Chu Dĩ Hải 朱以海 1618–1662 Canh Dần trị.1645–1655 | Chu Dĩ Hải 朱以海 1618–1662 Canh Dần trị.1645–1655 | Chu Dĩ Hải 朱以海 1618–1662 Canh Dần trị.1645–1655 | Chu Dĩ Hải 朱以海 1618–1662 Canh Dần trị.1645–1655 | Chu Dĩ Hải 朱以海 1618–1662 Canh Dần trị.1645–1655 |                                                    |                                                    | Trịnh Thành Công 鄭成功 1624–1662 Quốc Tính Gia 國姓爺 Nhà cai trị Vương quốc Đông Ninh trị.1661–1662 | Trịnh Thành Công 鄭成功 1624–1662 Quốc Tính Gia 國姓爺 Nhà cai trị Vương quốc Đông Ninh trị.1661–1662 | Trịnh Thành Công 鄭成功 1624–1662 Quốc Tính Gia 國姓爺 Nhà cai trị Vương quốc Đông Ninh trị.1661–1662 | Trịnh Thành Công 鄭成功 1624–1662 Quốc Tính Gia 國姓爺 Nhà cai trị Vương quốc Đông Ninh trị.1661–1662 | Trịnh Thành Công 鄭成功 1624–1662 Quốc Tính Gia 國姓爺 Nhà cai trị Vương quốc Đông Ninh trị.1661–1662 | Trịnh Thành Công 鄭成功 1624–1662 Quốc Tính Gia 國姓爺 Nhà cai trị Vương quốc Đông Ninh trị.1661–1662 |                                                       |                                                       |                                                       |                                                       |                                                       |                                                       |                                                 |                                                 |                                                 |                                                 |                                                 |                                                 |  |  |  |  |  |  |  |  |  |  |  |  |  |  |  |  |
|   |   |   |   |   |   |                                                                         |                                                                         |                                                                         |                                                                         |                                                                         |                                                                         |   |   | | | | | | |                                                                          |                                                                          |                                                                         |                                                                         |                                                                             |                                                                             |                                                                             |                                                                             |                                                                             |                                                                             |                                                          |                                                          |                                                                          |                                                                          |                                                                          |                                                                          |                                                                          |                                                                          |  |  |                                                         |                                                         |                                                         |                                                         |                                                         |                                                         |                                                    |                                                    |                                                    |                                                    |                                                    |                                                    |                                                 |                                                 |                                                        |                                                        |                                                                        |                                                                        |                                                                        |                                                                        |                                                                        |                                                                        |                                                                        |                                                                        |                                                                        |                                                                        |                                                                        |                                                                        |                                                                        |                                                                        |                                                    |                                                    |                                                    |                                                    |                                                    |                                                    |                                                    |                                                    | | | | | | |                                                       |                                                       |                                                       |                                                       |                                                       |                                                       |                                                 |                                                 |                                                 |                                                 |                                                 |                                                 |  |  |  |  |  |  |  |  |  |  |  |  |  |  |  |  |
| 1 | 1 | 1 | 1 | 1 | 1 |                                                                         |                                                                         | 5                                                                       | 5                                                                       | 5                                                                       | 5                                                                       | 5 | 5 | | | | | | |                                                                          |                                                                          |                                                                         |                                                                         |                                                                             |                                                                             |                                                                             |                                                                             |                                                                             |                                                                             |                                                          |                                                          |                                                                          |                                                                          |                                                                          |                                                                          |                                                                          |                                                                          |  |  |                                                         |                                                         |                                                         |                                                         |                                                         |                                                         |                                                    |                                                    | 8                                                  | 8                                                  | 8                                                  | 8                                                  | 8                                               | 8                                               |                                                        |                                                        | 4                                                                      | 4                                                                      | 4                                                                      | 4                                                                      | 4                                                                      | 4                                                                      |                                                                        |                                                                        |                                                                        |                                                                        |                                                                        |                                                                        |                                                                        |                                                                        |                                                    |                                                    |                                                    |                                                    |                                                    |                                                    |                                                    |                                                    | | | | | | |                                                       |                                                       |                                                       |                                                       |                                                       |                                                       |                                                 |                                                 |                                                 |                                                 |                                                 |                                                 |  |  |  |  |  |  |  |  |  |  |  |  |  |  |  |  |
| 1 | 1 | 1 | 1 | 1 | 1 | Chu Do Hiệu 朱由校 1605–1627 Hy Tông 熹宗 Thiên Khải 天啟 trị.1620–1627 | Chu Do Hiệu 朱由校 1605–1627 Hy Tông 熹宗 Thiên Khải 天啟 trị.1620–1627 | Chu Do Hiệu 朱由校 1605–1627 Hy Tông 熹宗 Thiên Khải 天啟 trị.1620–1627 | Chu Do Hiệu 朱由校 1605–1627 Hy Tông 熹宗 Thiên Khải 天啟 trị.1620–1627 | Chu Do Hiệu 朱由校 1605–1627 Hy Tông 熹宗 Thiên Khải 天啟 trị.1620–1627 | Chu Do Hiệu 朱由校 1605–1627 Hy Tông 熹宗 Thiên Khải 天啟 trị.1620–1627 | 5 | 5 | | | Chu Do Kiểm 朱由檢 1611–1644 Tư Tông 思宗 Sùng Trinh 崇禎 trị.1627–1644                                  | Chu Do Kiểm 朱由檢 1611–1644 Tư Tông 思宗 Sùng Trinh 崇禎 trị.1627–1644                                  | Chu Do Kiểm 朱由檢 1611–1644 Tư Tông 思宗 Sùng Trinh 崇禎 trị.1627–1644                                  | Chu Do Kiểm 朱由檢 1611–1644 Tư Tông 思宗 Sùng Trinh 崇禎 trị.1627–1644                                  | Chu Do Kiểm 朱由檢 1611–1644 Tư Tông 思宗 Sùng Trinh 崇禎 trị.1627–1644  | Chu Do Kiểm 朱由檢 1611–1644 Tư Tông 思宗 Sùng Trinh 崇禎 trị.1627–1644  |                                                                         |                                                                         | Chu Do Tung 朱由崧 1607–1646 Phúc vương 福王 Hoằng Quang 弘光 trị.1644–1645 | Chu Do Tung 朱由崧 1607–1646 Phúc vương 福王 Hoằng Quang 弘光 trị.1644–1645 | Chu Do Tung 朱由崧 1607–1646 Phúc vương 福王 Hoằng Quang 弘光 trị.1644–1645 | Chu Do Tung 朱由崧 1607–1646 Phúc vương 福王 Hoằng Quang 弘光 trị.1644–1645 | Chu Do Tung 朱由崧 1607–1646 Phúc vương 福王 Hoằng Quang 弘光 trị.1644–1645 | Chu Do Tung 朱由崧 1607–1646 Phúc vương 福王 Hoằng Quang 弘光 trị.1644–1645 |                                                          |                                                          | Chu Do Lang 朱由榔 1623–1662 Quế vương 桂王 Vĩnh Lịch 永曆 trị.1646–1662 | Chu Do Lang 朱由榔 1623–1662 Quế vương 桂王 Vĩnh Lịch 永曆 trị.1646–1662 | Chu Do Lang 朱由榔 1623–1662 Quế vương 桂王 Vĩnh Lịch 永曆 trị.1646–1662 | Chu Do Lang 朱由榔 1623–1662 Quế vương 桂王 Vĩnh Lịch 永曆 trị.1646–1662 | Chu Do Lang 朱由榔 1623–1662 Quế vương 桂王 Vĩnh Lịch 永曆 trị.1646–1662 | Chu Do Lang 朱由榔 1623–1662 Quế vương 桂王 Vĩnh Lịch 永曆 trị.1646–1662 |  |  |                                                         |                                                         |                                                         |                                                         |                                                         |                                                         |                                                    |                                                    | 8                                                  | 8                                                  | 8                                                  | 8                                                  | 8                                               | 8                                               |                                                        |                                                        | 4                                                                      | 4                                                                      | 4                                                                      | 4                                                                      | 4                                                                      | 4                                                                      |                                                                        |                                                                        |                                                                        |                                                                        |                                                                        |                                                                        | Chu Hồng Huân 朱弘桓                                                   | Chu Hồng Huân 朱弘桓                                                   | Chu Hồng Huân 朱弘桓                               | Chu Hồng Huân 朱弘桓                               | Chu Hồng Huân 朱弘桓                               | Chu Hồng Huân 朱弘桓                               |                                                    |                                                    | Trịnh Thị 鄭氏                                     | Trịnh Thị 鄭氏                                     | Trịnh Thị 鄭氏                                                                                        | Trịnh Thị 鄭氏                                                                                        | Trịnh Thị 鄭氏                                                                                        | Trịnh Thị 鄭氏                                                                                        | | |                                                       |                                                       |                                                       |                                                       |                                                       |                                                       |                                                 |                                                 |                                                 |                                                 |                                                 |                                                 |  |  |  |  |  |  |  |  |  |  |  |  |  |  |  |  |
|   |   |   |   |   |   | Chu Do Hiệu 朱由校 1605–1627 Hy Tông 熹宗 Thiên Khải 天啟 trị.1620–1627 | Chu Do Hiệu 朱由校 1605–1627 Hy Tông 熹宗 Thiên Khải 天啟 trị.1620–1627 | Chu Do Hiệu 朱由校 1605–1627 Hy Tông 熹宗 Thiên Khải 天啟 trị.1620–1627 | Chu Do Hiệu 朱由校 1605–1627 Hy Tông 熹宗 Thiên Khải 天啟 trị.1620–1627 | Chu Do Hiệu 朱由校 1605–1627 Hy Tông 熹宗 Thiên Khải 天啟 trị.1620–1627 | Chu Do Hiệu 朱由校 1605–1627 Hy Tông 熹宗 Thiên Khải 天啟 trị.1620–1627 |   |   | | | Chu Do Kiểm 朱由檢 1611–1644 Tư Tông 思宗 Sùng Trinh 崇禎 trị.1627–1644                                  | Chu Do Kiểm 朱由檢 1611–1644 Tư Tông 思宗 Sùng Trinh 崇禎 trị.1627–1644                                  | Chu Do Kiểm 朱由檢 1611–1644 Tư Tông 思宗 Sùng Trinh 崇禎 trị.1627–1644                                  | Chu Do Kiểm 朱由檢 1611–1644 Tư Tông 思宗 Sùng Trinh 崇禎 trị.1627–1644                                  | Chu Do Kiểm 朱由檢 1611–1644 Tư Tông 思宗 Sùng Trinh 崇禎 trị.1627–1644  | Chu Do Kiểm 朱由檢 1611–1644 Tư Tông 思宗 Sùng Trinh 崇禎 trị.1627–1644  |                                                                         |                                                                         | Chu Do Tung 朱由崧 1607–1646 Phúc vương 福王 Hoằng Quang 弘光 trị.1644–1645 | Chu Do Tung 朱由崧 1607–1646 Phúc vương 福王 Hoằng Quang 弘光 trị.1644–1645 | Chu Do Tung 朱由崧 1607–1646 Phúc vương 福王 Hoằng Quang 弘光 trị.1644–1645 | Chu Do Tung 朱由崧 1607–1646 Phúc vương 福王 Hoằng Quang 弘光 trị.1644–1645 | Chu Do Tung 朱由崧 1607–1646 Phúc vương 福王 Hoằng Quang 弘光 trị.1644–1645 | Chu Do Tung 朱由崧 1607–1646 Phúc vương 福王 Hoằng Quang 弘光 trị.1644–1645 |                                                          |                                                          | Chu Do Lang 朱由榔 1623–1662 Quế vương 桂王 Vĩnh Lịch 永曆 trị.1646–1662 | Chu Do Lang 朱由榔 1623–1662 Quế vương 桂王 Vĩnh Lịch 永曆 trị.1646–1662 | Chu Do Lang 朱由榔 1623–1662 Quế vương 桂王 Vĩnh Lịch 永曆 trị.1646–1662 | Chu Do Lang 朱由榔 1623–1662 Quế vương 桂王 Vĩnh Lịch 永曆 trị.1646–1662 | Chu Do Lang 朱由榔 1623–1662 Quế vương 桂王 Vĩnh Lịch 永曆 trị.1646–1662 | Chu Do Lang 朱由榔 1623–1662 Quế vương 桂王 Vĩnh Lịch 永曆 trị.1646–1662 |  |  |                                                         |                                                         |                                                         |                                                         |                                                         |                                                         |                                                    |                                                    |                                                    |                                                    |                                                    |                                                    |                                                 |                                                 |                                                        |                                                        |                                                                        |                                                                        |                                                                        |                                                                        |                                                                        |                                                                        |                                                                        |                                                                        |                                                                        |                                                                        |                                                                        |                                                                        | Chu Hồng Huân 朱弘桓                                                   | Chu Hồng Huân 朱弘桓                                                   | Chu Hồng Huân 朱弘桓                               | Chu Hồng Huân 朱弘桓                               | Chu Hồng Huân 朱弘桓                               | Chu Hồng Huân 朱弘桓                               |                                                    |                                                    | Trịnh Thị 鄭氏                                     | Trịnh Thị 鄭氏                                     | Trịnh Thị 鄭氏                                                                                        | Trịnh Thị 鄭氏                                                                                        | Trịnh Thị 鄭氏                                                                                        | Trịnh Thị 鄭氏                                                                                        | | |                                                       |                                                       |                                                       |                                                       |                                                       |                                                       |                                                 |                                                 |                                                 |                                                 |                                                 |                                                 |  |  |  |  |  |  |  |  |  |  |  |  |  |  |  |  |